# Renault Clio
El Renault Clio és un automòbil pertanyent al segment B produït pel fabricant francès d'automòbils Renault. Es va començar a comercialitzar en 1990 com a successor del Renault Supercinq.
El Clio no es comercialitza amb aquest nom en tots els països. Al Japó és conegut pel de Lutecia (ルノー ルーテシア, Runō Rūteshia), nom que al·ludeix a l'origen romà de la ciutat de París pel fet que Honda comercialitza un vehicle amb el mateix nom.
El Renault Clio va ser escollitt Cotxe de l'Any a Europa en 1991 i 2006, Cotxe de l'Any a Espanya en 1991, "Millor Automòbil Subcompacte" Automòbil Panamerican magazine en 2002, 2003 i 2004 a Mèxic. El seu anunci va guanyar el TP d'Or 2010.

## Primera Generació (1990 - 1998)
El desenvolupament del Clío denominat com a Project X57, per a substituir al seu reeixit Renault super cinc, pretenia oferir un model més modern amb característiques similars, es dissenyarien diverses propostes fins a arribar al model definitiu, comercialitzat en 1990 el qual va comptar amb carrosseries de 3 i 5 portes.
Durant la seva comercialització, va sofrir dues rentades de cara, un en 1994, i l'últim en 1996, per la qual cosa es distingeix entre tres fases diferents, principalment diferenciables exteriorment pels grups òptics, les calandres i els miralls retrovisors exteriors. Va ser escollit Cotxe de l'Any a Europa en 1991.

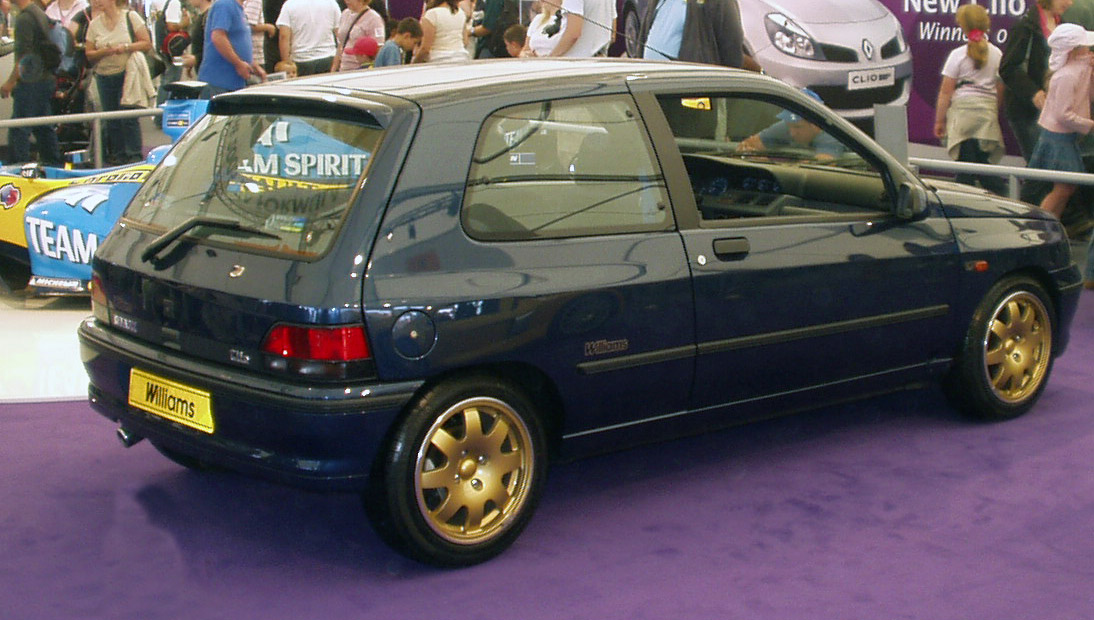
Clio Williams
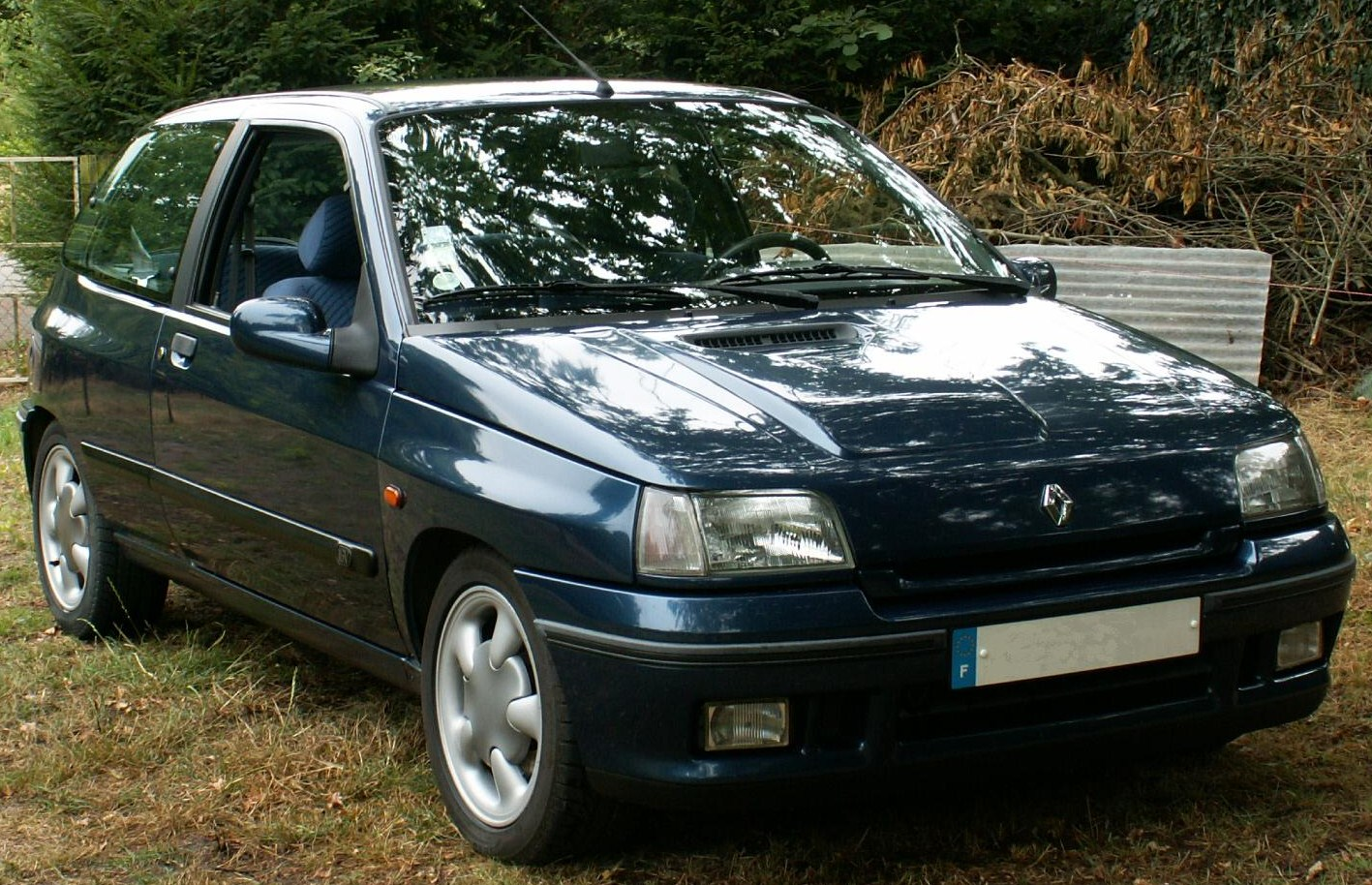
Clio-16V
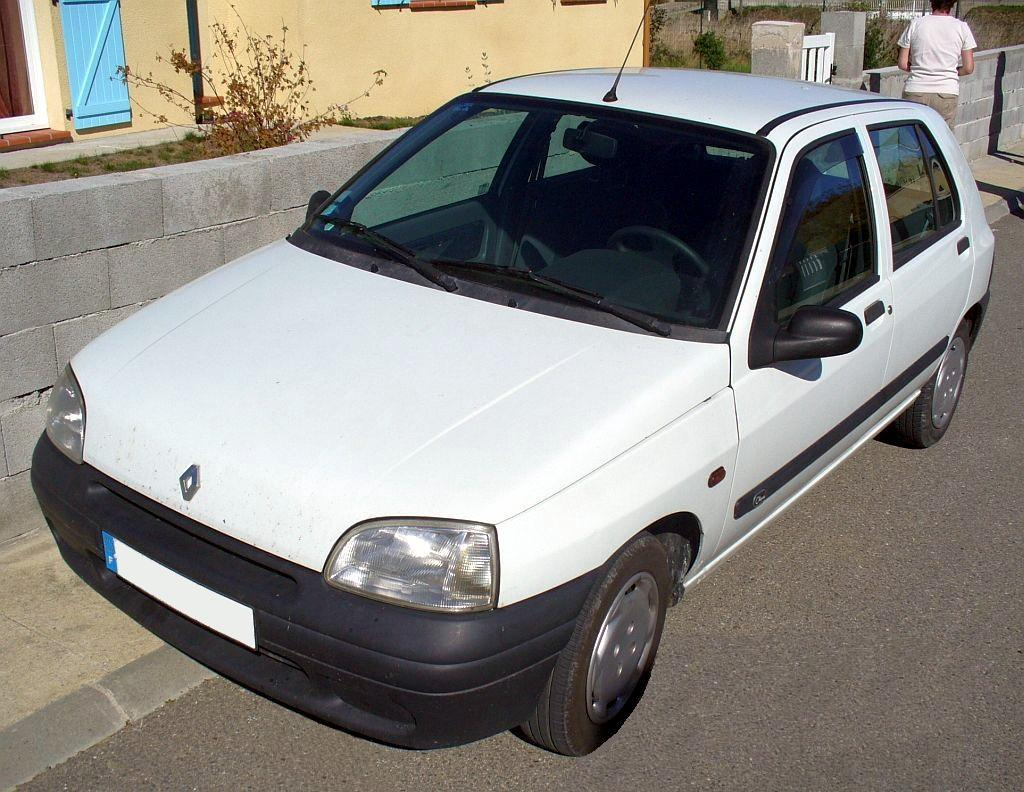
Clio Restyling
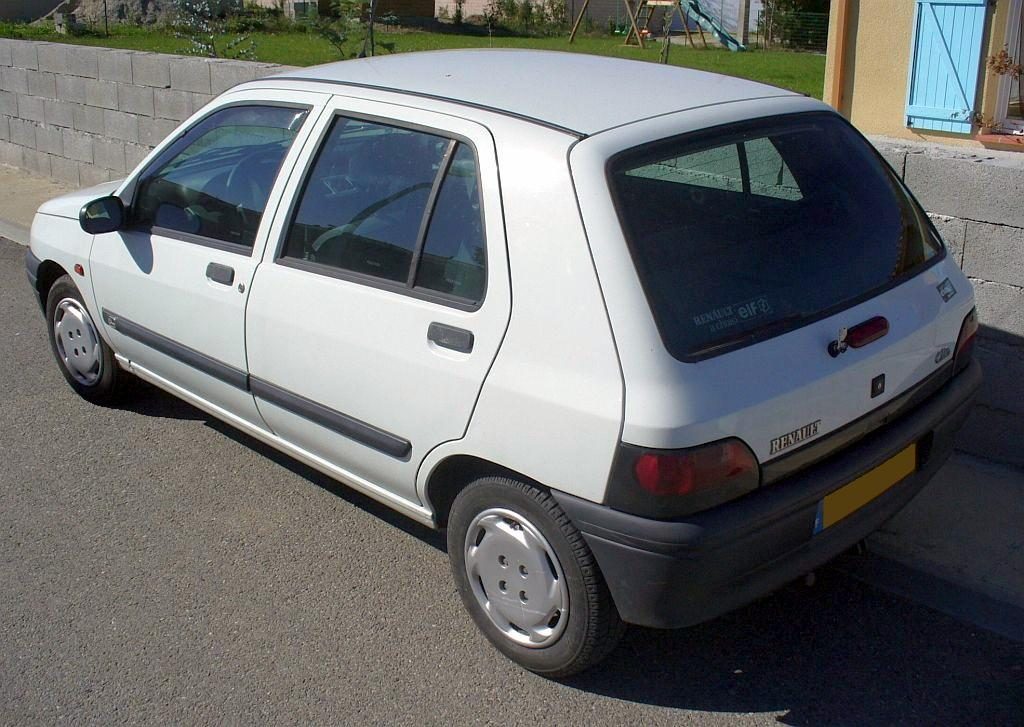
Clio Restyling
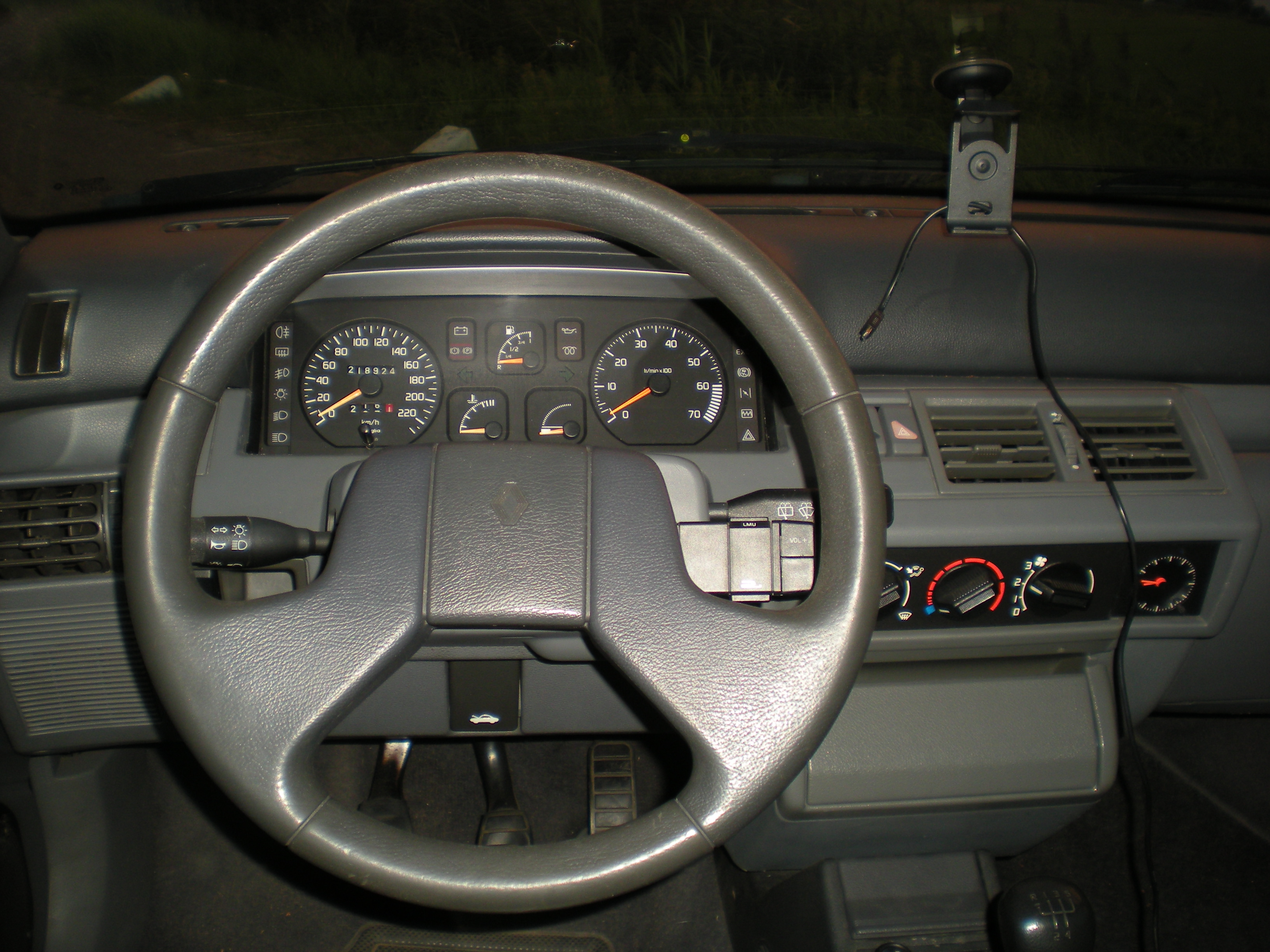
Interior

### Motoritzacions
| Període                        | 1990-1995                                   | 1990-1993                | 1993-1996                | 1996-1998            | 1990-1993                                                                  | 1993-1996                                                                  | 1996-1998                                       | 1990-1994            | 1990-1995                                       | 1995-1998                                       | 1993-1995             | 1995-1998             | 1991-1996             | 1994-1997              | 1991-1997            |                      |           |
| Identificació del motor        | C1E                                         | C3G 720                  | E7F 700/706/708/750      | D7F 730              | E6J 718/728                                                                | E7J 601/718/719/754                                                        | E7J 757                                         | F2N 770              | F3P 710/714/754                                 | F3P 755                                         | F3P 712               | F3P 758               | F7P 722               | F7R 700                | F8Q 730/732          |                      |           |
| Tipus de motor                 | L4 8v, carburació                           | L4 8v, injecció monopunt | L4 8v, injecció monopunt | L4 8v                | L4 8v, carburació                                                          | L4 8v, injecció monopunt                                                   | L4 8v, injecció monopunt                        | L4 8v, carburació    | L4 8v, injecció monopunt                        | L4 8v                                           | L4 8v                 | L4 8v                 | L4 16v                | L4 16v                 | L4 8v                |                      |           |
| Diàmetre x carrera             | 70.0 mm × 72.0 mm                           | 74.0 mm x 72.0 mm        | 75.8 mm × 64.9 mm        | 69.0 mm x 76.8 mm    | 75.8 mm × 77.0 mm                                                          | 75.8 mm × 77.0 mm                                                          | 75.8 mm × 77.0 mm                               | 81.0 mm × 83.5 mm    | 82.7 mm × 83.5 mm                               | 82.7 mm × 83.0 mm                               | 82.7 mm × 83.5 mm     | 82.7 mm × 83.0 mm     | 82.0 mm × 83.5 mm     | 82.7 mm × 93.0 mm      | 80.0 mm × 93.0 mm    |                      |           |
| Cilindrada                     | 1108 cm³                                    | 1239 cm³                 | 1171 cm³                 | 1149 cm³             | 1390 cm³                                                                   | 1390 cm³                                                                   | 1390 cm³                                        | 1721 cm³             | 1794 cm³                                        | 1783 cm³                                        | 1794 cm³              | 1783 cm³              | 1764 cm³              | 1998 cm³               | 1870 cm³             |                      |           |
| Relació de compressió          | 8.8: 1                                      | 9.2: 1                   | 9.5: 1                   | 9.6: 1               | 9.5: 1                                                                     | 9.25                                                                       | 9.25                                            | 9.5                  | 9.7: 1                                          | 9.8: 1                                          | 9.8: 1                | 9.8: 1                | 10.0: 1               | 10.0: 1                | 21.5: 1              |                      |           |
| Potència màxima: CV (kW) @ rpm | 55 CV (40 kW) @ 5250                        | 60 CV (48kW) @ 5300      | 60CV (48 kW) @ 6000      | 60 CV (48 kW) @ 5250 | 80 CV (59 kW) @ 5750                                                       | 79 CV (58 kW) @ 6000                                                       | 75 CV (55 kW) @ 6000                            | 92 CV (68kW) @ 5700  | 88 CV (65 kW) @ 5750                            | 90 CV (66 kW) @ 5000                            | 110 CV (80 kW) @ 5500 | 107 CV (79 kW) @ 5500 | 135 CV (99 kW) @ 6500 | 147 CV (108 kW) @ 6100 | 64 CV (47 kW) @ 4500 |                      |           |
| Par màxim: Nm @ rpm            | 78 Nm @ 2500                                | 90 Nm @ 2800             | 83-88 Nm @ 3500          | 93 Nm @ 2500         | 107 Nm @ 3500                                                              | 107 Nm @ 3500                                                              | 107 Nm @ 4000                                   | 135 Nm @ 3000        | 142 Nm @ 2750                                   | 148 Nm @ 3500                                   | 155 Nm @ 4250         | 150 Nm @ 2750         | 158 Nm @ 4250         | 175 Nm @ 4500          | 118 Nm @ 2250        |                      |           |
| Tracció                        | Davantera                                   | Davantera                | Davantera                | Davantera            | Davantera                                                                  | Davantera                                                                  | Davantera                                       | Davantera            | Davantera                                       | Davantera                                       | Davantera             | Davantera             | Davantera             | Davantera              | Davantera            | Davantera            | Davantera |
| Transmissió                    | Manual, 4 velocitats / Manual, 5 velocitats | Manual, 5 velocitats     | Manual, 5 velocitats     | Manual, 5 velocitats | Manual, 5 velocitats / Automàtica, 3 velocitats / Automàtica, 4 velocitats | Manual, 5 velocitats / Automàtica, 3 velocitats / Automàtica, 4 velocitats | Manual, 5 velocitats / Automàtica, 4 velocitats | Manual, 5 velocitats | Manual, 5 velocitats / Automàtica, 4 velocitats | Manual, 5 velocitats / Automàtica, 4 velocitats | Manual, 5 velocitats  | Manual, 5 velocitats  | Manual, 5 velocitats  | Manual, 5 velocitats   | Manual, 5 velocitats | Manual, 5 velocitats |           |
| Acceleració 0–100 km/h         | 17.0 s                                      | 14.5 s                   | 15.0 s                   | 13.5 s               | 11.2 s                                                                     | 11.2 s                                                                     | 11.2 s                                          | 9.9 s                | 9.9 s                                           | 9.9 s                                           | 8.9 s                 | 8.9 s                 | 8.0 s                 | 8.3 s                  | 14.8 s               |                      |           |
| Velocitat màxima               | 145 km/h                                    | 150 km/h                 | 155 km/h                 | 160 km/h             | 175 km/h                                                                   | 175 km/h                                                                   | 175 km/h                                        | 185 km/h             | 185 km/h                                        | 185 km/h                                        | 195 km/h              | 195 km/h              | 209 km/h              | 215 km/h               | 161 km/h             |                      |           |
| Consum combinat (L/100 km)     | 6.9                                         | 7.4                      | 7.3                      | 7.1                  | 8.7                                                                        | 8.3                                                                        | 7.8                                             | 7.6                  | 7.6                                             | 7.6                                             | 7.9                   | 7.9                   | 7.7                   | 8.5                    | 6.6                  |                      |           |

## Segona Generació (1998 - 2006)
La segona generació del Clio va canviar radicalment respecte al seu antecessor, si bé es van conservar alguns trets respecte de la línia original, diverses versions.
En la seva versió base/full compta amb moltes unitats al país no correlatives amb les versions esportives. En la seva versió sport 1.6 16v (110cv) van ingressar tan sols 3500 unitats aprox. En la seva versió sport 2.0 (..) tan sols 1250 aprox.
Des del seu llançament ha sofert una lleugera reconversió, distingint-se actualment quatre fases diferents. La principal diferència entre la primera i la segona es troba en la modificació frontal, amb uns fars més angulosos, el tauler, la incorporació del logo de Renault sobre la porta gran posterior, l'antena que passa de la part frontal a la part posterior, així com els comandaments dels vidres i miralls elèctrics es van incorporar a les portes davanteres, sent la resta de fases molt similars entre si. A més, entre la primera generació i la segona es destaca que la carrosseria de la segona es veu una mica mes arrodonida.
En els mercats centre i sud-americà, es van comercialitzar unitats produïdes localment, les quals únicament van incorporar, en la fase 2, els canvis exteriors de les unitats Europees, no obstant això, els interiors van continuar sent els mateixos que el del fase 1. Com a excepció, Renault va comercialitzar a Centreamèrica unitats fabricades a França fins a 2004, després es van començar a vendre les unitats al Brasil amb caixa manual i les unitats fabricades a Mèxic amb caixa automàtica i motor 1.6 16v
Fins a 2012 el Clio 2 es va continuar venent a Europa, amb la denominació Campus que és una versió més barata amb motoritzacions bàsiques i acabats senzills, i que conviu en el mercat amb el seu successor. El tret extern més diferenciador del Campus és la col·locació de la matrícula posterior sobre la Defensa en comptes de sobre la porta gran, igual que en la línia 2006 del Clio sud-americà.
També es continua fabricant en la planta cordovesa de Santa Isabel a l'Argentina i a Colòmbia per al mercat centre i sud-americà, a més, després de la seva sortida en 1986 Renault torna a Mèxic amb aquest model a través de l'aliança franco-japonesa en la planta que comparteix amb Nissan en Aguascalientes en el centre de Mèxic per al mercat mexicà a canvi de cedir els drets de construcció del model familiar del Clio (Renault Thalia o Symbol a Sud-amèrica), per a construir-se sota la marca Nissan com Nissan Platina de la qual únicament posseeix la marca ja que el xassís i motor és Renault, així també en països d'Europa de l'Est i Mitjà Orient sota la seva pròpia marca, encara que la diferenciació entre fases en el mercat sud-americà és diferent.
El Clio II va continuar venent-se com Clio Campus fins a agost de 2012 en alguns llocs d'Europa, com França, sent l'últim Clio Campus de Renault ja que el Clio III no tindria versió Campus. L'última versió del Campus II es va denominar, en honor de la fi de les seves vendes a Europa després de 14 anys en el mercat, "Clio Campus Bye Bye".
No obstant això, continua la seva venda com Clio Mío a l'Argentina i el Brasil, i com Clio Style a Colòmbia i Panamà, i Clio Campus a l'Uruguai.
Tal com s'esperava, l'últim Renault Clio fase II del món va ser colombià. Després que a l'octubre passat finalitzés la seva producció a l'Argentina, es va conèixer que a la fi de desembre de 2016 va ser assemblat l'últim Clio Style a la factoria de Renault-Sofasa d'Envigado, Antioquia, i les seves últimes unitats es continuaran venent als diferents concessionaris de la marca, fins a esgotar existències.

### Motoritzacions Fase I (1998-2001)
| Període                        | 1998-2001               | 1998-2001                                       | 1999-2001                                       | 1998-2001                                       | 1998-2001                                       | 2000-2001              | 2000-2002              |
| Identificació del motor        | D7F 720/726/746/764/766 | E7J 780                                         | K4J 710/711/712/713                             | K7M 744/745                                     | K4M 708/740/742/743/744/745/748                 | F4R 730                | L7X 760                |
| Tipus de motor                 | L4 8v                   | L4 8v                                           | L4 16v                                          | L4 8v                                           | L4 16v                                          | L4 16v                 | V6 24v                 |
| Diàmetre x carrera             | 69.0 mm × 76.8 mm       | 75.8 mm × 77.0 mm                               | 79.5 mm × 70.0 mm                               | 79.5 mm × 80.5 mm                               | 79.5 mm × 80.5 mm                               | 82.7 mm × 93.0 mm      | 87.0 × 82.6 mm         |
| Cilindrada                     | 1149 cm³                | 1390 cm³                                        | 1390 cm³                                        | 1598 cm³                                        | 1598 cm³                                        | 1998 cm³               | 2946 cm³               |
| Relació de compressió          | 9.6: 1                  | 9.5: 1                                          | 10.0: 1                                         | 9.7: 1                                          | 10.0: 1                                         | 11.0: 1                | 11.4: 1                |
| Potència màxima: CV (kW) @ rpm | 60 CV (43 kW) @ 5250    | 75 CV (55 kW) @ 5500                            | 98 CV (72 kW) @ 6000                            | 90 CV (66 kW) @ 5250                            | 107 CV (79 kW) @ 5750                           | 169 CV (128 kW) @ 6250 | 225 CV (166 kW) @ 6000 |
| Par màxim: Nm @ rpm            | 93 Nm @ 2500            | 114 Nm @ 4250                                   | 127 Nm @ 3750                                   | 131 Nm @ 2500                                   | 148 Nm @ 3750                                   | 200 Nm @ 5400          | 300 Nm @ 3750          |
| Tracció                        | Delantera               | Delantera                                       | Delantera                                       | Delantera                                       | Delantera                                       | Delantera              | Posterior              |
| Transmissió                    | Manual, 5 velocitats    | Manual, 5 velocitats / Automàtica, 4 velocitats | Manual, 5 velocitats / Automàtica, 4 velocitats | Manual, 5 velocitats / Automàtica, 4 velocitats | Manual, 5 velocitats / Automàtica, 4 velocitats | Manual, 5 velocitats   | Manual, 6 velocitats   |
| Acceleració 0–100 km/h         | 15.0 s                  | 12.1 s                                          | 10.5 s                                          | 10.6 s                                          | 9.6 s                                           | 7.3 s                  | 6.4 s                  |
| Velocitat màxima               | 160 km/h                | 170 km/h                                        | 185 km/h                                        | 181 km/h                                        | 195 km/h                                        | 220 km/h               | 235 km/h               |
| Consum combinat (L/100 km)     | 6.0                     | 6.8                                             | 6.7                                             | 7.2                                             | 7.0                                             | 7.9                    | 11.2                   |

| Període                        | 1998-2001            | 1999-2001                      |
| Identificació del motor        | F8Q 630/632          | F9Q 780                        |
| Tipus de motor                 | L4 8v                | L4 8v, injecció directa, turbo |
| Diàmetre x carrera             | 80.0 mm × 93.0 mm    | 80.0 mm × 93.0 mm              |
| Cilindrada                     | 1870 cm³             | 1870 cm³                       |
| Relació de compressió          | 21.5: 1              | 18.3: 1                        |
| Potència màxima: CV (kW) @ rpm | 65 CV (47 kW) @ 4500 | 80 CV (59 kW) @ 4000           |
| Par màxim: Nm @ rpm            | 120 Nm @ 2250        | 160 Nm @ 2000                  |
| Tracció                        | Davantera            | Davantera                      |
| Transmissió                    | Manual, 5 velocitats | Manual, 5 velocitats           |
| Acceleració 0–100 km/h         | 15.4 s               | 12.8 s                         |
| Velocitat màxima               | 161 km/h             | 190 km/h                       |
| Consum combinat (L/100 km)     | 6.0                  | 5.2                            |

### Motoritzacions Fase II (2001-2009)
| Període                        | 2001-2009               | 2001-2009               | 2001-2009                                       | 2001-2009                                       | 2001-2009              | 2001-2009              |
| Identificació del motor        | D7F 720/726/746/764/766 | D4F 706/712/714/722/728 | K4J 710/711/712/713                             | K4M 708/740/742/743/744/745/748                 | F4R 738                | L7X 762                |
| Tipus de motor                 | L4 8v                   | L4 16v                  | L4 16v                                          | L4 16v                                          | L4 16v                 | V6 24v                 |
| Diàmetre x carrera             | 69.0 mm × 76.8 mm       | 69.0 mm × 76.8 mm       | 79.5 mm × 70.0 mm                               | 79.5 mm × 80.5 mm                               | 82.7 mm × 93.0 mm      | 82.7 mm × 93.0 mm      |
| Cilindrada                     | 1149 cm³                | 1149 cm³                | 1390 cm³                                        | 1598 cm³                                        | 1998 cm³               | 2946 cm³               |
| Relació de compressió          | 9.6: 1                  | 9.8: 1                  | 10.5: 1                                         | 10.5: 1                                         | 11.0: 1                | 11.4: 1                |
| Potència màxima: CV (kW) @ rpm | 60 CV (43 kW) @ 5250    | 75 CV (55 kW) @ 5500    | 98 CV (72 kW) @ 6000                            | 107 CV (79 kW) @ 5750                           | 182 CV (132 kW) @ 6500 | 254 CV (187 kW) @ 7150 |
| Par màxim: Nm @ rpm            | 93 Nm @ 2500            | 105 Nm @ 3500           | 127 Nm @ 3750                                   | 148 Nm @ 3750                                   | 200 Nm @ 5400          | 300 Nm @ 3750          |
| Tracció                        | Delantera               | Delantera               | Delantera                                       | Delantera                                       | Delantera              | Posterior              |
| Transmissió                    | Manual, 5 velocitats    | Manual, 5 velocitats    | Manual, 5 velocitats / Automàtica, 4 velocitats | Manual, 5 velocitats / Automàtica, 4 velocitats | Manual, 5 velocitats   | Manual, 6 velocitats   |
| Acceleració 0–100 km/h         | 15.0 s                  | 13.0 s                  | 10.5 s                                          | 9.6 s                                           | 7.1 s                  | 5.8 s                  |
| Velocitat màxima               | 160 km/h                | 170 km/h                | 185 km/h                                        | 195 km/h                                        | 225 km/h               | 250 km/h               |
| Consum combinato (L/100 km)    | 6.0                     | 5.9                     | 6.7                                             | 7.0                                             | 8.1                    | 11.9                   |

| Període                        | 2001-2004                                   | 2004-2005                                   | 2001-2005                                                | 2004-2005                                                |
| Identificació del motor        | K9K 700/704                                 | K9K 714                                     | K9K 702                                                  | K9K 712                                                  |
| Tipus de motor                 | L4 8v, injecció directa, common-rail, turbo | L4 8v, injecció directa, common-rail, turbo | L4 8v, injecció directa, common-rail, turbo, intercooler | L4 8v, injecció directa, common-rail, turbo, intercooler |
| Diàmetre x carrera             | 76.0 mm × 80.5 mm                           | 76.0 mm × 80.5 mm                           | 76.0 mm × 80.5 mm                                        | 76.0 mm × 80.5 mm                                        |
| Cilindrada                     | 1461 cm³                                    | 1461 cm³                                    | 1461 cm³                                                 | 1461 cm³                                                 |
| Relació de compressió          | 18.8: 1                                     | 18.8: 1                                     | 18.8: 1                                                  | 18.8: 1                                                  |
| Potència màxima: CV (kW) @ rpm | 65 CV (48 kW) @ 4000                        | 68 CV (50 kW) @ 4000                        | 82 CV (60 kW) @ 4000                                     | 101 CV (74 kW) @ 4000                                    |
| Par màxim : Nm @ rpm           | 160 Nm @ 2000                               | 160 Nm @ 1500                               | 185 Nm @ 2000                                            | 200 Nm @ 1900                                            |
| Tracció                        | Davantera                                   | Davantera                                   | Davantera                                                | Davantera                                                |
| Transmissió                    | Manual, 5 velocitats                        | Manual, 5 velocitats                        | Manual, 5 velocitats                                     | Manual, 5 velocitats                                     |
| Acceleració 0–100 km/h         | 15.0 s                                      | 14.4 s                                      | 12.2 s                                                   | 10.6 s                                                   |
| Velocitat màxima               | 163 km/h                                    | 163 km/h                                    | 175 km/h                                                 | 185 km/h                                                 |
| Consum combinat (L/100 km)     | 4.3                                         | 4.3                                         | 4.2                                                      | 4.3                                                      |

### Clio Campus (2005-2012)
El Clio II va continuar venent-se com a alternativa econòmica al nou Clio III. Va rebre algunes petites modificacions quant a aspecte exterior i interior.
Estèticament manté la forma de l'anterior generació del Clio Campus encara que amb certs canvis per a la seva modernització, regenerant la graella frontal, els para-xocs i els retrovisors externs, també va rebre una nova gamma de colors.
Els seus cinc passatgers podran gaudir d'un interior discret i senzill però amb alguns detalls en crom i guarnits de millor qualitat. Com a novetats destacables també s'inclou la incorporació d'una entrada auxiliar de so per a l'equip d'àudio, que reprodueix MP3 i pot manejar-se fins i tot amb comandaments des del volant. Segons el seu nivell d'equipament pot incloure climatitzador, ordinador de bord o el paquet elèctric (retrovisors regulables i alçavidres elèctrics).

#### Motoritzacions
|                                | Motors de gasolina      | Motors de gasolina      | Motores dièsel                                      | Motores dièsel                                      | Motores dièsel                                                   |
|                                | 1.2                     | 1.2 16v                 | 1.5 dCi                                             | 1.5 dCi                                             | 1.5 dCi                                                          |
| ------------------------------ | ----------------------- | ----------------------- | --------------------------------------------------- | --------------------------------------------------- | ---------------------------------------------------------------- |
| Període                        | 2005-2009               | 2005-2009               | 2007-2009                                           | 2005-2007                                           | 2007-2008                                                        |
| Identificació del motor        | D7F 720/726/746/764/766 | D4F 706/712/714/722/728 | OM639 740                                           | K9K 714                                             | 0M639                                                            |
| Tipus de motor                 | L4 8v                   | L4 16v                  | L4 8v, dièsel, injecció directa, common-rail, turbo | L4 8v, dièsel, injecció directa, common-rail, turbo | L4 8v, dièsel, injecció directa, common-rail, turbo, intercooler |
| Diàmetre x carrera             | 69.0 mm × 76.8 mm       | 69.0 mm × 76.8 mm       | 76.0 mm × 80.5 mm                                   | 76.0 mm × 80.5 mm                                   | 76.0 mm × 80.5 mm                                                |
| Cilindrada                     | 1149 cm³                | 1149 cm³                | 1461 cm³                                            | 1461 cm³                                            | 1461 cm³                                                         |
| Relació de compressió          | 9.6: 1                  | 9.8: 1                  | 18.8: 1                                             | 18.8: 1                                             | 16.1: 1                                                          |
| Potència màxima: CV (kW) @ rpm | 60 CV (43 kW) @ 5250    | 75 CV (55 kW) @ 5500    | 64 CV (47 kW) @ 4000                                | 68 CV (50 kW) @ 4000                                | 85 CV (63 kW) @ 3750                                             |
| Par màxim: Nm @ rpm            | 93 Nm @ 2500            | 105 Nm @ 3500           | 160 Nm @ 1900                                       | 160 Nm @ 1900                                       | 200 Nm @ 1900                                                    |
| Tracció                        | Delantera               | Delantera               | Delantera                                           | Delantera                                           | Delantera                                                        |
| Transmissió                    | Manual, 5 velocitats    | Manual, 5 velocitats    | Manual, 5 velocitats                                | Manual, 5 velocitats                                | Manual, 5 velocitats                                             |
| Acceleració 0–100 km/h         | 15.0 s                  | 13.0 s                  | 15.0 s                                              | 15.0 s                                              | 12.0 s                                                           |
| Velocitat màxima               | 160 km/h                | 170 km/h                | 162 km/h                                            | 163 km/h                                            | 175 km/h                                                         |
| Consum combinat (L/100 km)     | 6.0                     | 5.9                     | 4.3                                                 | 4.3                                                 | 4.2                                                              |

### Clio Mio (2012-2016)
El 29 de juny del 2011 els principals directius de Renault Argentina van visitar la Casa Rosada per a anunciar la fabricació d'un misteriós “nou auto econòmic”. Van confirmar una inversió de 400 milions de pesos per a adaptar la planta de Santa Isabel al nou projecte.
El 30 de novembre va ser llançat el nou Clio. No obstant això va ser una prolongació de producció de la 2a generació del Clio, que va arribar a 20 anys. D'aquesta manera el Clio Mio es va convertir en una versió low cost, malgrat cessar la seva fabricació a tot el món l'any 2012. Renault Argentina va nomenar a aquesta restyling abaratida i de menor qualitat Clio Mio a l'Argentina, Novo Clio al Brasil, Clio Style a Colòmbia i Panamà, i Clio Campus a l'Uruguai.

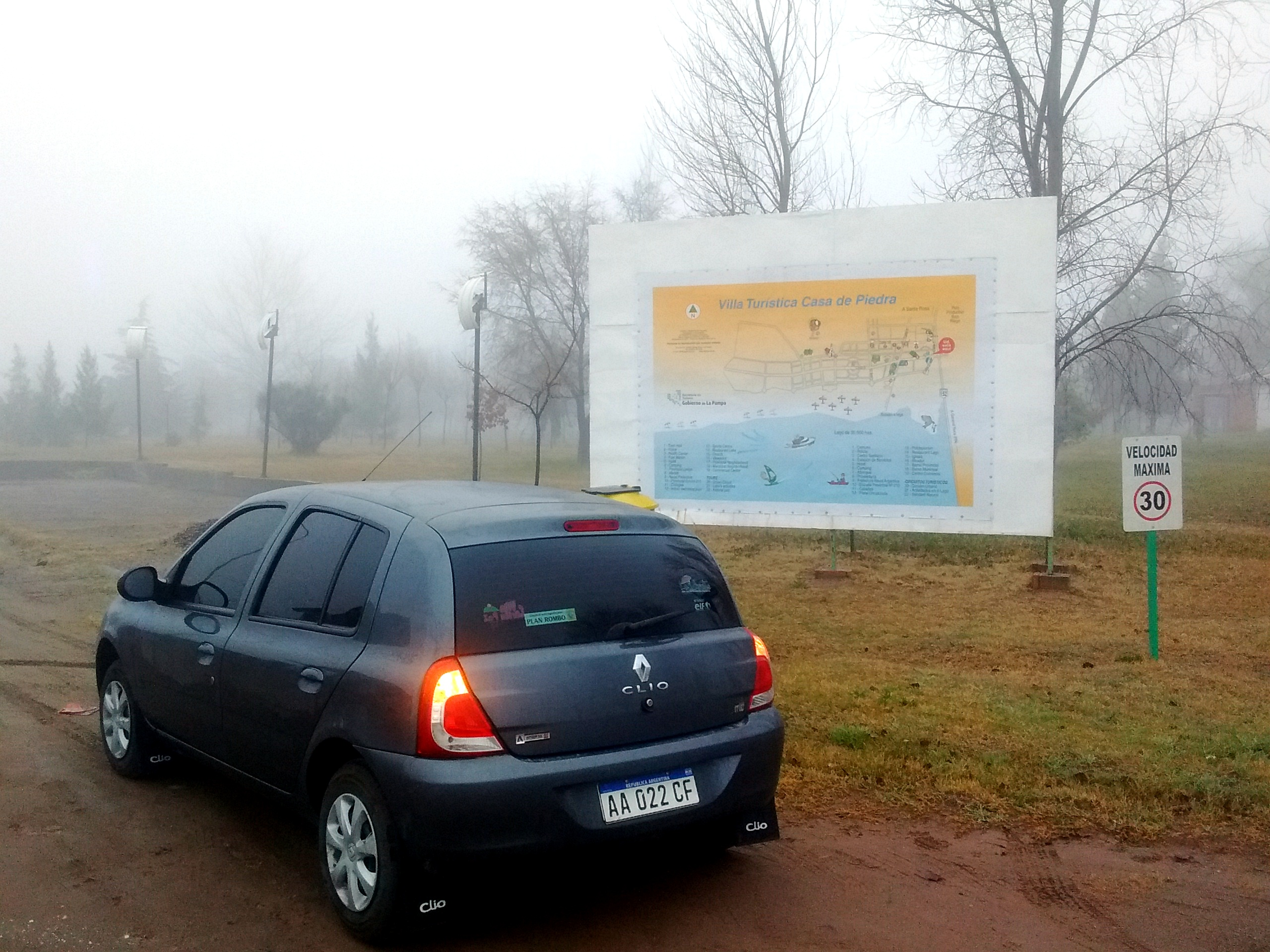
Renault Clio Mio argentí

Renault el va associar al concepte de vehicle jove en la seva política comercial. La campanya publicitària va ser molt agressiva, anunciant la gran novetat que aquest model venia amb la possibilitat de paquets de personalització. Els paquets van ser: el Kit Ladies (amb canvis de colors per a l'interior), el Kit Street, el Kit Mio (llandes, antiboires, stickers i pintura per a baquetes) i el Kit Sport (amb canvis fins i tot al paracops davanter). També va deixar al gust del client la possibilitat de combinar els kits, amb gairebé dos mil variants diferents.
Va comptar amb el clàssic motor 1.2 nafter, amb 16 vàlvules i 75 cavalls de potència a 5.500 rpm. El torc de 107 Nm està disponible a partir de les 3.500 rpm. Quant a la seguretat des de 2012 fins a finalitats de 2013 no va comptar amb Coixins de seguretat i ABS. El seu preu va ser reduït en un 6.5% i es van passar a materials més barats que van baixar la qualitat del vehicle en general. A més es va informar que el pes es va reduir 70 kg.
Per a 2013 va deixar de ser un acte merament base i va rebre una nova versió amb pack elèctric, l' Expression Pack II. Incloïa spoiler davanter, fars antiboira, llandes d'aliatge de 14 polzades, aleró sobre el sostre, emblemes GT Line i equip d'àudio amb Bluetooth
A finalitats d'aquest any es va llançar la versió limitada GT Line ve amb spoiler davanter, fars antiboira, llandes d'aliatge de 14 polzades, aleró sobre el sostre, emblemes GT Line i equip d'àudio amb Bluetooth
Des de 2014 es va ajustar a les lleis de seguretat del Mercosur i es va equipar de sèrie amb Coixins de seguretat i ABS de sèrie. Va millorar la seva qualificació a Latin NCAP de 0 en 2013, a 3 estrelles. Va causar sorpresa perquè es va reforçar l'estructura i es van agregar cinturons posteriors inercials que van donar la seguretat que li faltava.
Per a finals d'aquest mateix any va sumar la versió més full Dynamique amb llandes aliatge rodat 14, antiboira, aire condicionat, direcció assistida, computadora de bord, ràdio amb Bluetooth, tancament centralitzat, aixeca vidres davanters, cinturons inercials en les places posteriors laterals, doble coixí de seguretat frontal i ABS. Les altres versions van comptar amb computadora de bord, aire i rodes rodat 13 de sèrie.
En 2015 es va presentar una variant utilitària d'aquest vehicle el Clio Work per a càrregues en lloc de passatgers en la part posterior. Va néixer per comanda de l'empresa de cable Sky Brasil, que al novembre de 2014 encàrrec 700 Clios Mio per a instal·lacions de cables. Amb capacitat de càrrega de 474 kg i espai de 1000 litres es va tornar l'utilitari argentí més petit i jove. També es va convertir en un dels més econòmics del mercat argentí. Va liderar el seu segment en 2015.
Al maig de 2015 el vehicle va rebre la seva última actualització amb el paquet SAT (per 1.400 pesos extra), que inclou comando satel·litari de la ràdio al volant, regulació en altura per als cinturons de seguretat davanters i picaportes i miralls exteriors en el color de la carrosseria a les versions Confort Pack i Dinamique, les més completes.
Per a finals d'aquest mateix any es va anunciar el cessament de producció en 2016.
A l'octubre de 2016 es va finalitzar la producció del Mio. No obstant això la seva final de fabricació no va impedir que continués sent un èxit de vendes al seu paísl. Sorprenentment al desembre d'aquest any Renault va oferir a va prear rebaixat el seu estoc, la qual cosa va aconseguir per a posicionar-lo com el vehicle més venut de desembre amb 2.081 vendes; més del doble que el segon cotxe més venut del país. Des de la fabricació de la generació originària del Clio en 1996 fins a 2016 a l'Argentina es van produir 549.648 unitats. Aquesta suma el va posicionar com el segon vehicle més fabricat en la història de l'Argentina. A més de ser el més fabricat en la planta de Santa Isabel; superant fins i tot al mític Renault 12. La producció de les 3 versions a l'Argentina va ser:
- 1996 – 2000: Renault Clio 1 – 81.895 unitats
- 2000 – 2012: Renault Clio 2 – 276.955 unitats
- 2012 – 2016: Renault Clio 2 Mio – 190.798 unitats

Va ser en una solució de mobilitat accessible i de confiança estant sempre entre els més venuts de l'Argentina, arribant a ser el segon en vendes en 2014 i el més venut de les actuacions argentines. Va ser tercer en 2013, el seu primer any de venda. Mentre que per a 2015 el sisè lloc.
En tant en el seu últim any el Clio Mio es va emportar el podi de vendes a l'Argentina com el tercer vehicle més venut, fins i tot després d'haver-se deixat de fabricar aquest mateix any. La seva magnitud de vendes el van situar a tan sols 1000 i 2000 unitats de distància respecte als 2 primers llocs de les més actuacions venudes.
L'última gran sorpresa en vendes la va donar la seva versió utilitària finalitzant primer en el seu segment a l'Argentina. D'aquesta manera el Clio Work el va guanyar còmodament amb 2225 venudes al seu rival Fiat Uno Càrrec que va vendre 741 unitats.
Amb la suma les dues versions de Clio, va ser el cotxe més venut de l'Argentina el 2016.

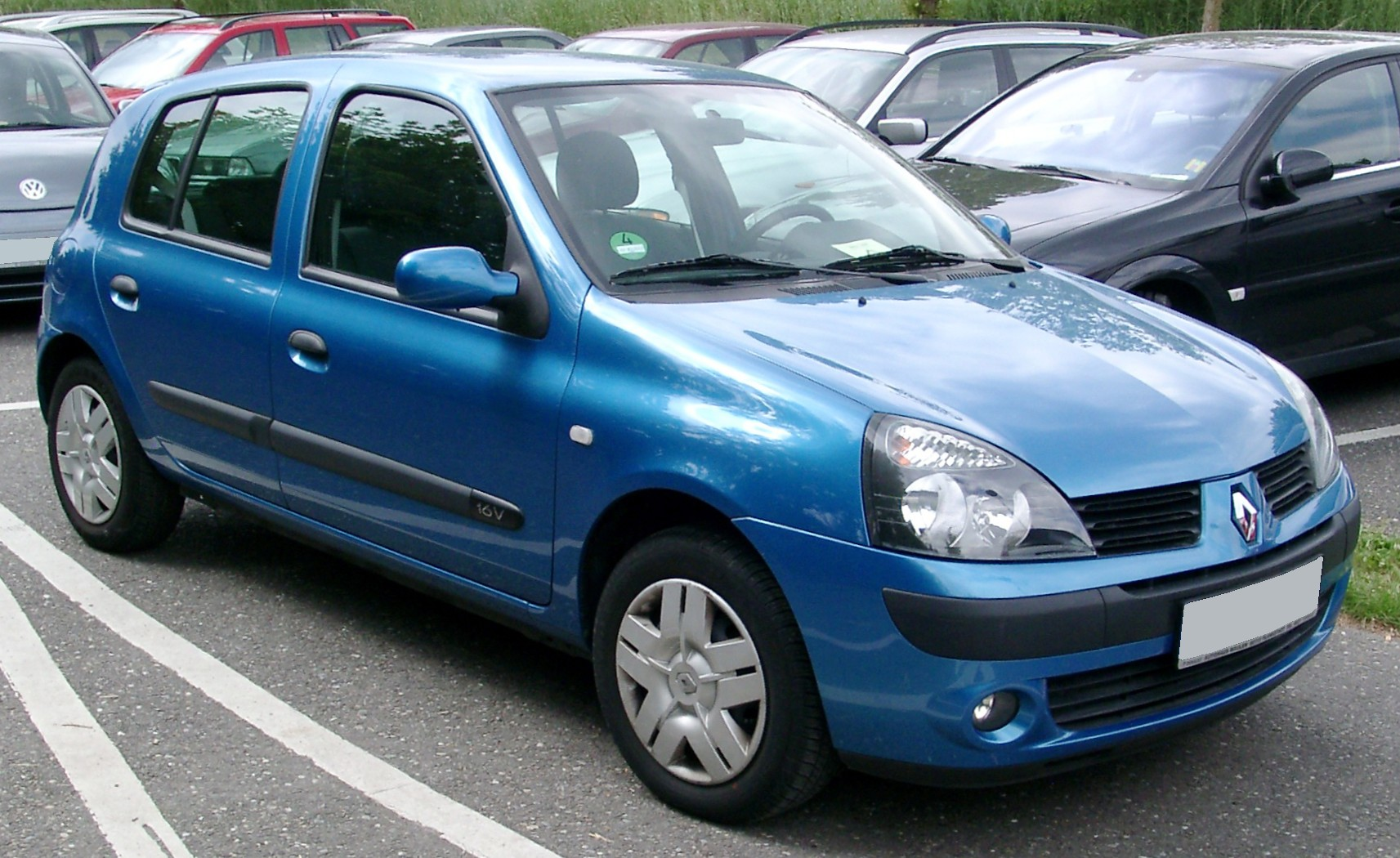
Renault Clio 2 Fase 2
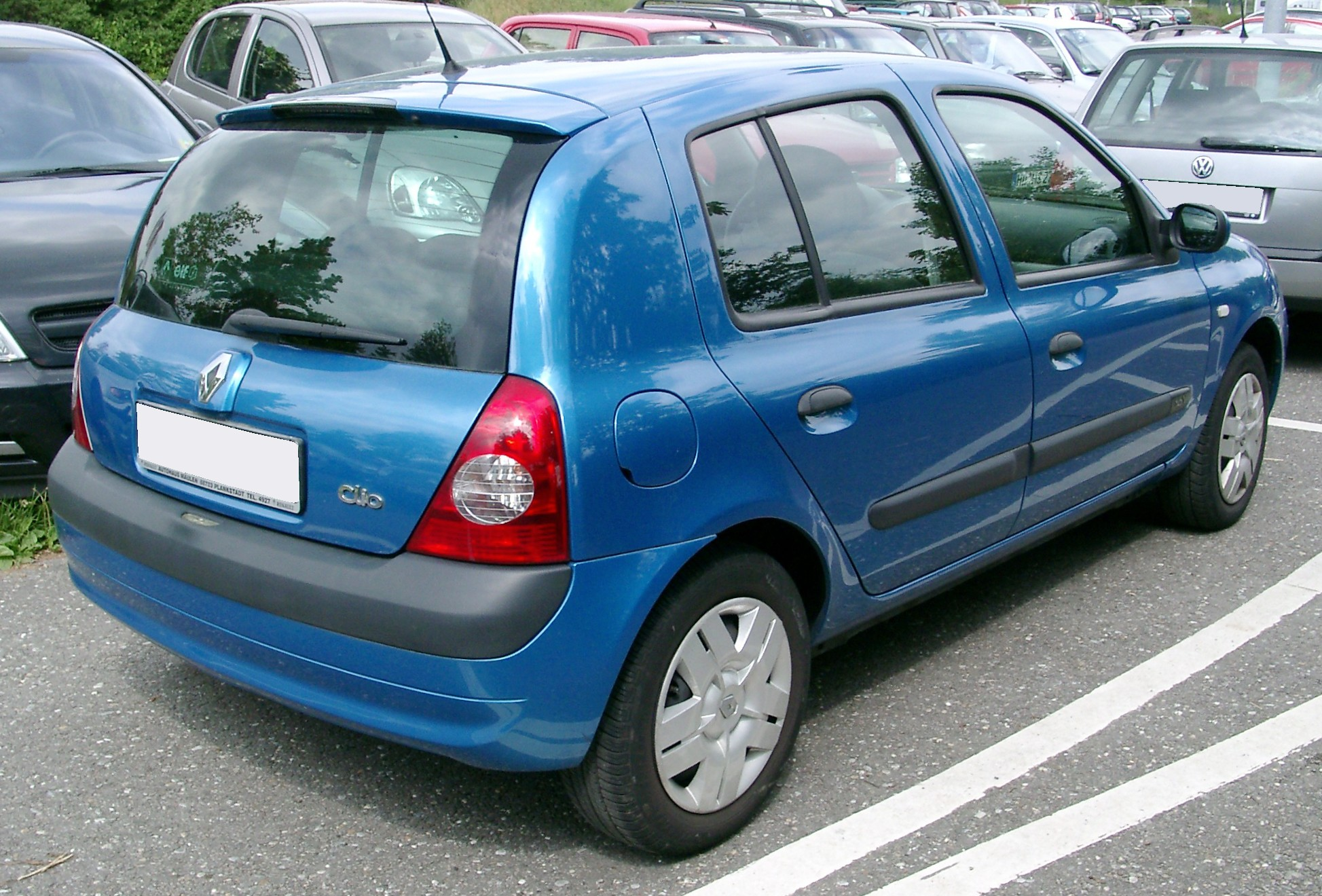
Renault Clio II Fase 2 posterior
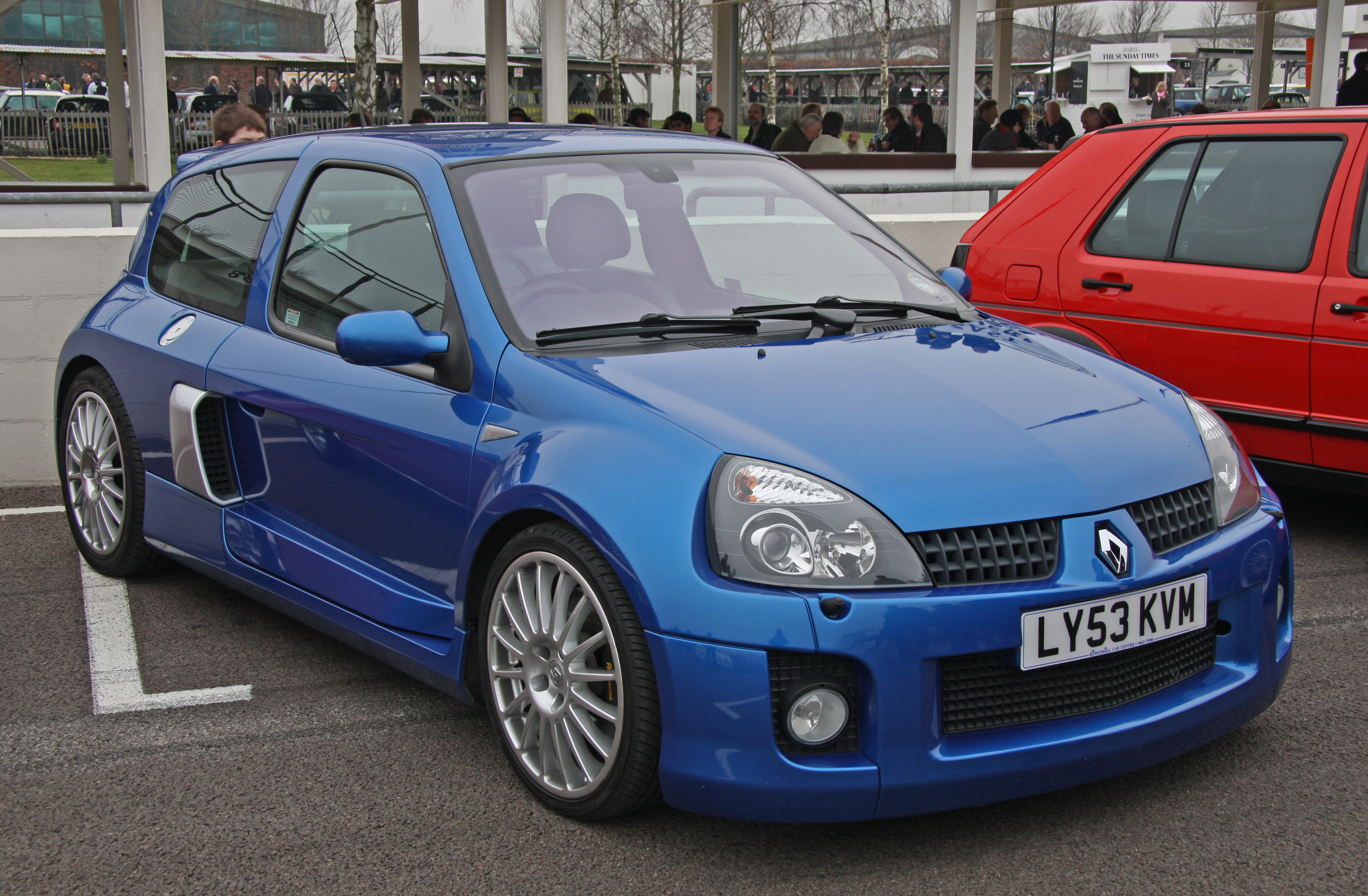
Renault Clio 2 Fase 2 V6
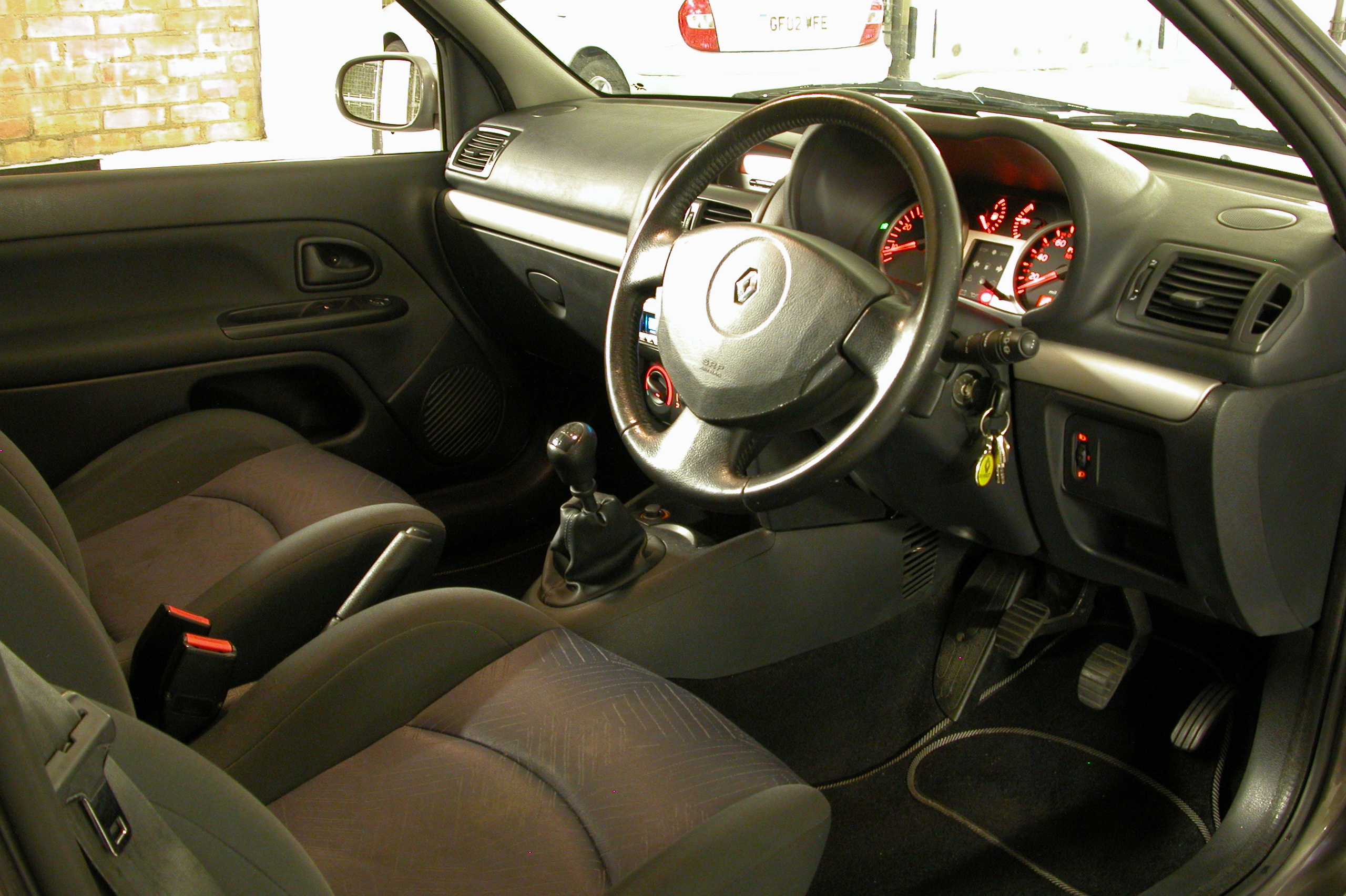
Renaul Clio 2 Interior
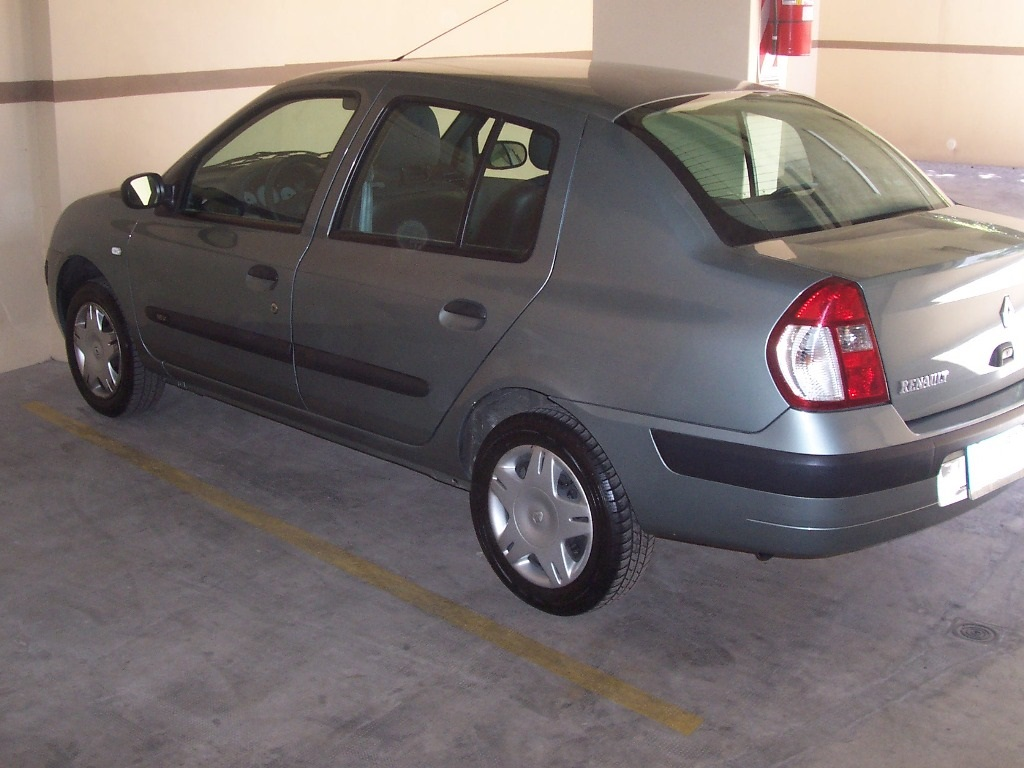
Renault Clio 2 Tricuerpo

## Tercera Generació (2006 - 2012)

### Fase 1: 2005-2009
Des d'octubre de 2005 es ven la tercera generació del Clio. Totalment nou respecte a l'anterior, comparteix plataforma amb el Nissan Micra, fruit de l'àmplia participació de Renault a Nissan.
Aquest nou model és més gran i espaiós que l'anterior, la qual cosa el situa en un segment de mercat superior, a cavall entre els utilitaris i els compactes. Amb el nou Renault Twingo (previst per a 2008) es pretén cobrir el buit que ara ocupa el Clio 2, que es continuarà fabricant amb la denominació Campus, possiblement fins a l'arribada del nou Twingo.
Ha rebut cinc estrelles en la prova de protecció a ocupants adults en xocs d'EuroNCAP, unint-se així a la família Renault, un dels fabricants de cotxes amb millor puntuació en aquestes proves, ja que té gairebé tota la seva gamma amb aquesta puntuació. En 2008 arriba una carrosseria familiar.
A més és un cotxe barat i accessible, de reduïdes dimensions, però habitable i bastant còmode.
Va ser escollit novament Cotxe de l'Any a Europa, en 2006.

#### Motoritzacions
| Període                        | 2005-2008            | 2005-2009            | 2007-2009             | 2005-2009            | 2005-2007                                       | 2006-2008              | 2006-2009              |
| Identificació del motor        | D4F                  | D4F                  | D4FT                  | K4J                  | K4M                                             | M4R                    | F4R                    |
| Tipus de motor                 | L4 8v                | L4 16v               | L4 16v, turbo         | L4 16v               | L4 16v                                          | L4 16v                 | L4 16v                 |
| Diàmetre x carrera             | 69.0 mm × 76.8 mm    | 69.0 mm × 76.8 mm    | 69.0 mm × 76.8 mm     | 79.5 mm × 70.0 mm    | 79.5 mm × 80.5 mm                               | 84.0 mm × 90.1 mm      | 82.7 mm × 93.0 mm      |
| Cilindrada                     | 1149 cm³             | 1149 cm³             | 1149 cm³              | 1390 cm³             | 1598 cm³                                        | 1997 cm³               | 1998 cm³               |
| Relació de compressió          | 9.8: 1               | 9.8: 1               | 9.5: 1                | 10.0: 1              | 9.8: 1                                          | 10.0: 1                | 11.5: 1                |
| Potència màxima: CV (kW) @ rpm | 60 CV (44 kW) @ 5500 | 75 CV (55 kW) @ 5500 | 101 CV (74 kW) @ 5500 | 98 CV (72 kW) @ 5700 | 111 CV (82 kW) @ 6000                           | 140 CV (102 kW) @ 6000 | 197 CV (145 kW) @ 7250 |
| Par màxim: Nm @ rpm            | 105 Nm @ 4250        | 105 Nm @ 4250        | 145 Nm @ 3000         | 127 Nm @ 4250        | 151 Nm @ 4250                                   | 194 Nm @ 3750          | 215 Nm @ 5500          |
| Tracció                        | Davantera            | Davantera            | Davantera             | Davantera            | Davantera                                       | Davantera              | Davantera              |
| Transmissió                    | Manual, 5 velocitats | Manual, 5 velocitats | Manual, 5 velocitats  | Manual, 5 velocitats | Manual, 5 velocitats / Automàtica, 4 velocitats | Manual, 6 velocitats   | Manual, 6 velocitats   |
| Acceleració 0–100 km/h         | 14.0 s               | 13.4 s               | 11.1 s                | 11.3 s               | 10.2 s                                          | 8.5 s                  | 6.9 s                  |
| Velocitat màxima               | 161 km/h             | 167 km/h             | 184 km/h              | 183 km/h             | 190 km/h                                        | 205 km/h               | 215 km/h               |
| Consum combinat (L/100 km)     | 5.9                  | 5.9                  | 5.8                   | 6.6                  | 6.7                                             | 7.3                    | 8.9                    |

| Període                        | 2005-2009                                                                | 2005-2009                                                                             | 2005-2009                                                                             |
| Identificació del motor        | K9K                                                                      | K9K                                                                                   | K9K                                                                                   |
| Tipus de motor                 | L4 8v, injecció directa, common-rail, turbo, filtre antipartícules (DPF) | L4 8v, injecció directa, common-rail, turbo, filtre antipartícules (DPF), intercooler | L4 8v, injecció directa, common-rail, turbo, filtre antipartícules (DPF), intercooler |
| Diàmetre x carrera             | 76.0 mm × 80.5 mm                                                        | 76.0 mm × 80.5 mm                                                                     | 76.0 mm × 80.5 mm                                                                     |
| Cilindrada                     | 1461 cm³                                                                 | 1461 cm³                                                                              | 1461 cm³                                                                              |
| Relació de compressió          | 16.1: 1                                                                  | 16.1: 1                                                                               | 16.1: 1                                                                               |
| Potència màxima: CV (kW) @ rpm | 70 CV (50 kW) @ 4000                                                     | 85 CV (63 kW) @ 3750                                                                  | 105 CV (78 kW) @ 4000                                                                 |
| Par màxim: Nm @ rpm            | 160 Nm @ 1700                                                            | 200 Nm @ 1900                                                                         | 240 Nm @ 2000-2500                                                                    |
| Tracció                        | Delantera                                                                | Delantera                                                                             | Delantera                                                                             |
| Transmissió                    | Manual, 5 velocitats                                                     | Manual, 5 velocitats / Automàtica, 5 velocitats                                       | Manual, 6 velocitats                                                                  |
| Acceleració 0–100 km/h         | 15.2 s                                                                   | 12.7 s                                                                                | 11.1 s                                                                                |
| Velocitat màxima               | 162 km/h                                                                 | 174 km/h                                                                              | 190 km/h                                                                              |
| Consum combinat (L/100 km)     | 4.6                                                                      | 4.4                                                                                   | 4.6                                                                                   |

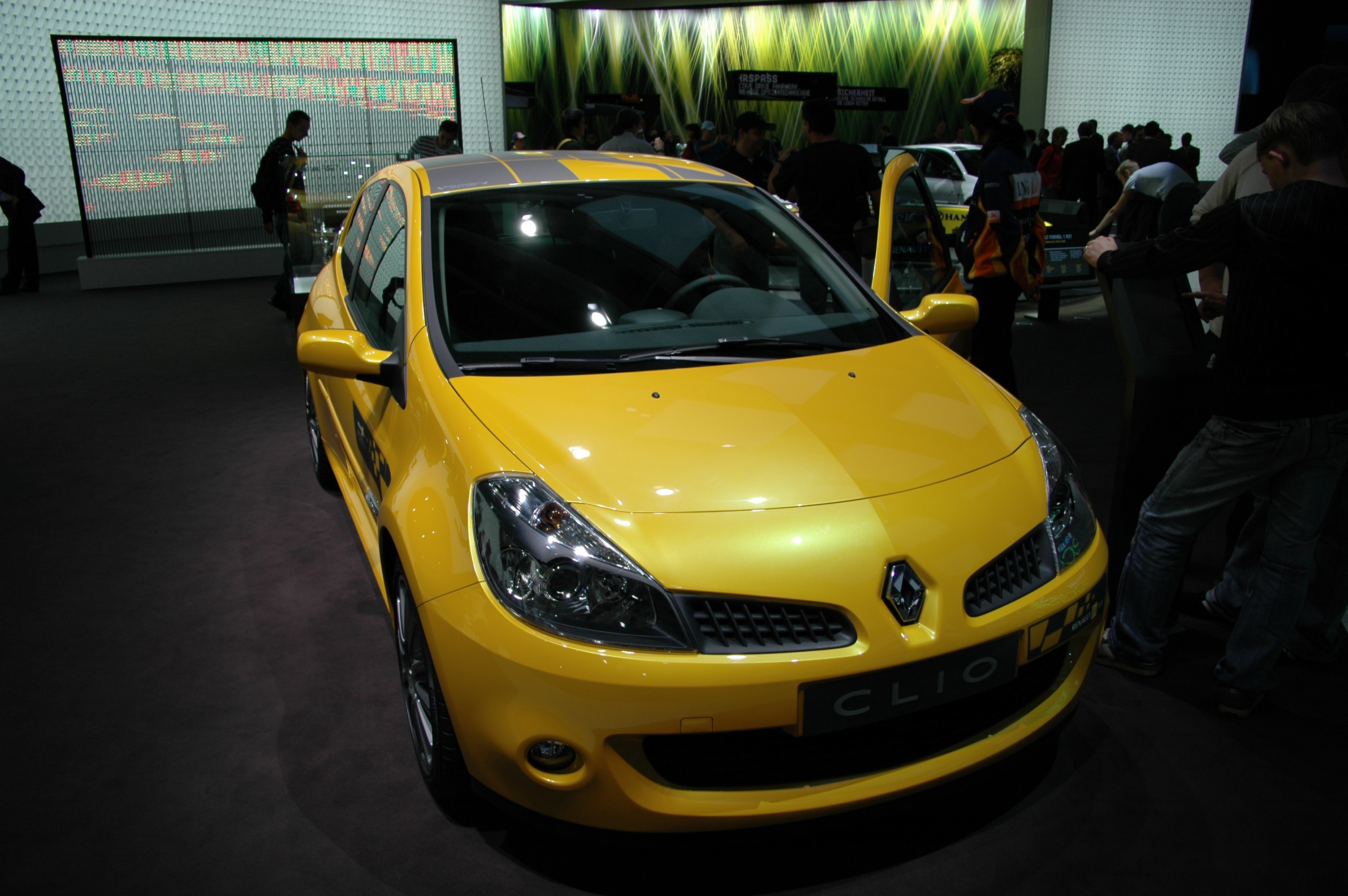
Clio RS
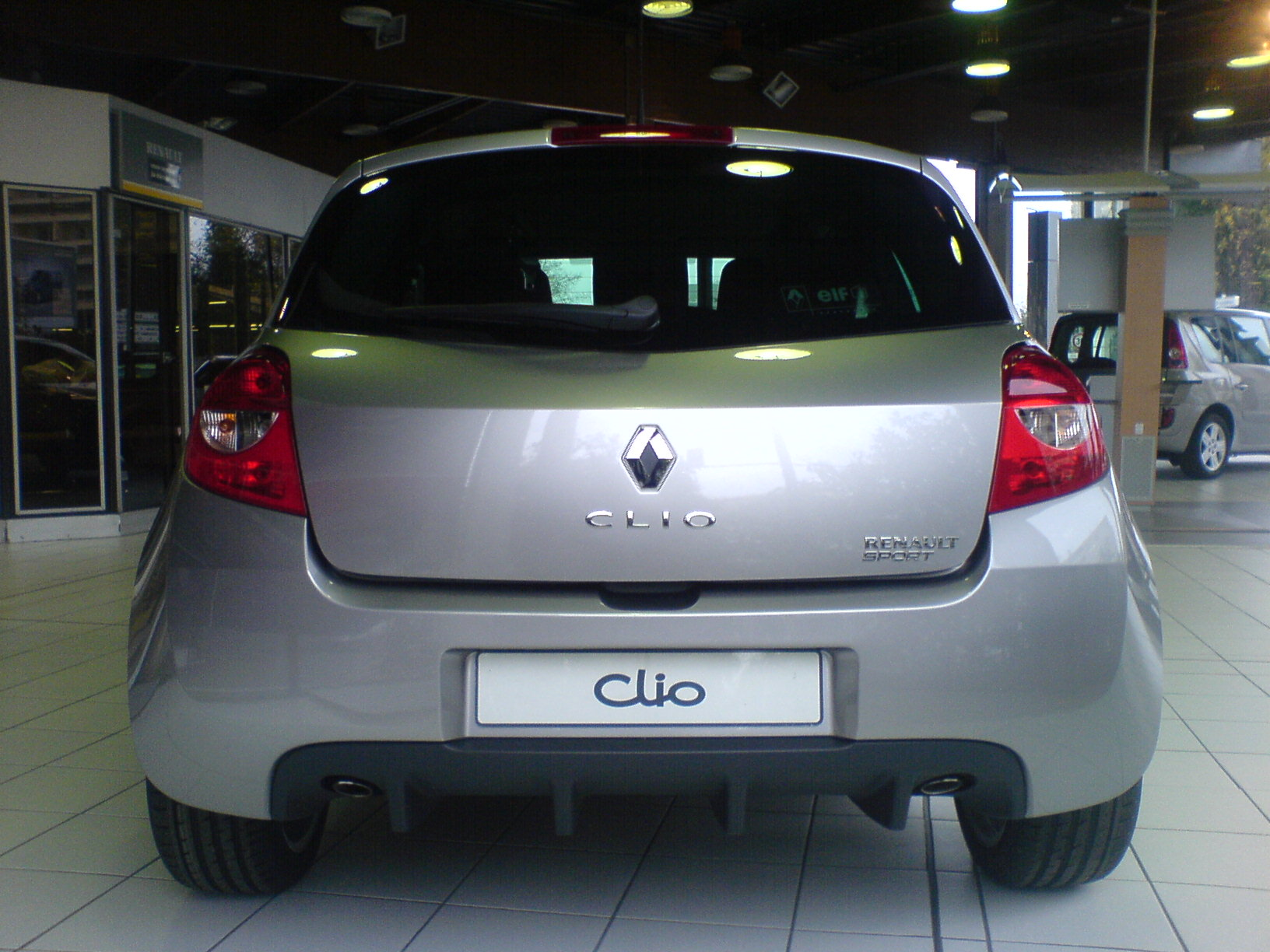
Clio RS Sport vista posterior
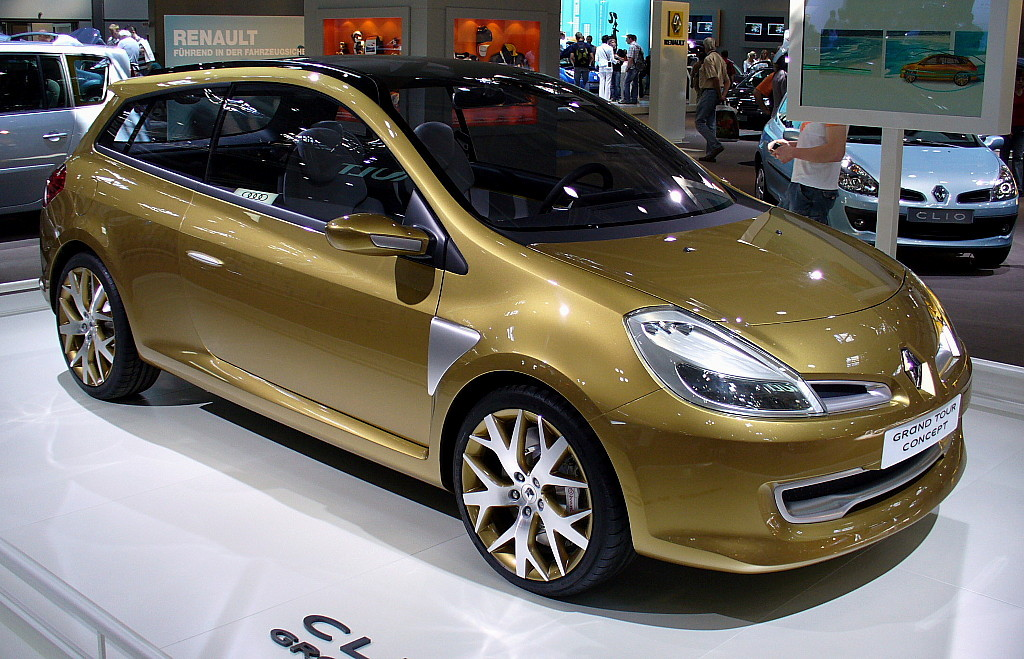
Renault Clio Grand Tour Concept
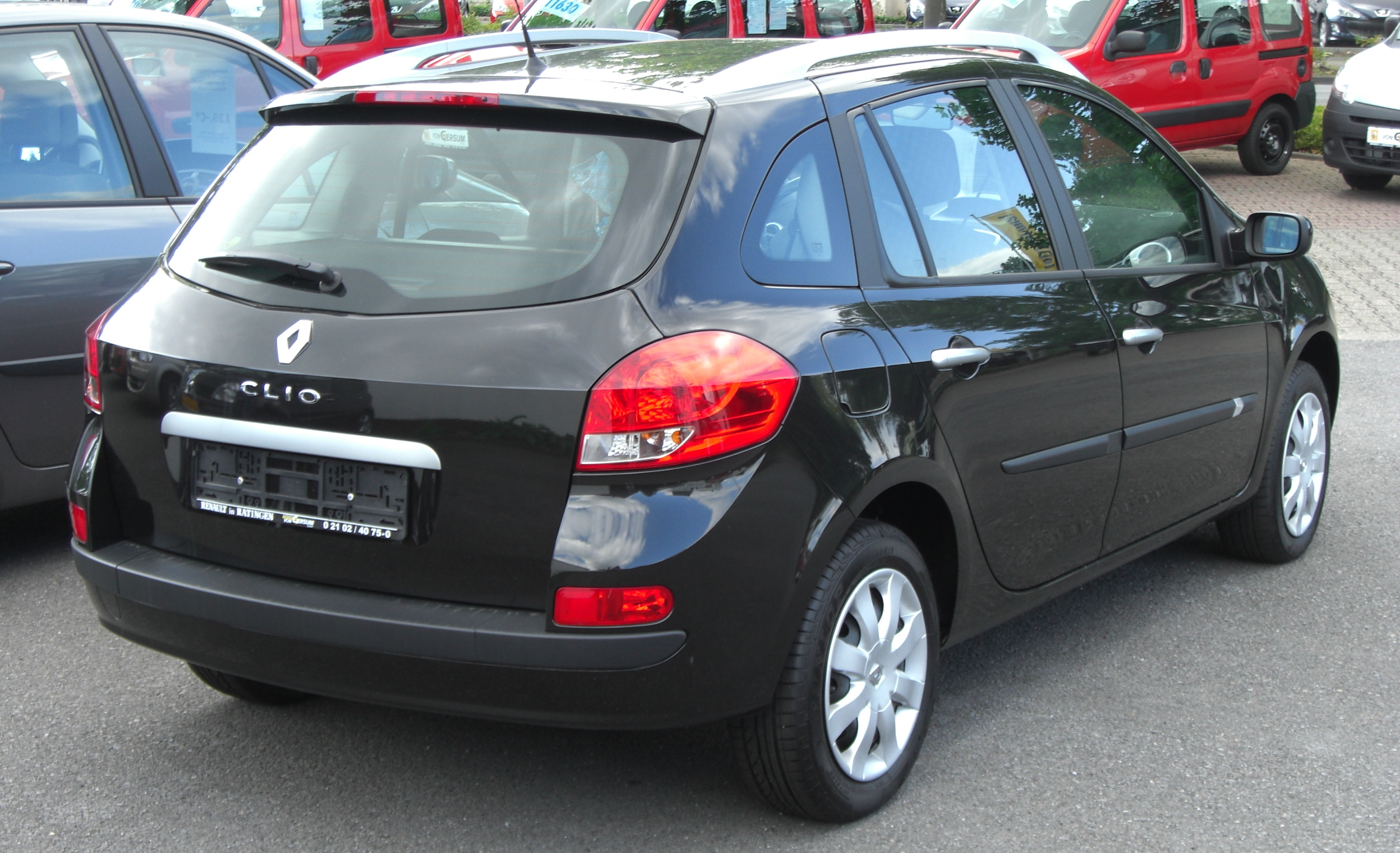
Renault Clio Grand Tour de producció.

### Fase 2: 2009-2012
Des de principis de 2009 va sorgir un reestilitzat, millorant en l'àmbit de la motorització i d'aspecte més esportiu i aerodinàmic. En el seu frontal destaca una obertura la funció de la qual sembla aerodinàmica però que recorda a la que existia en la segona gamma de Clio, en la seva primera versió. El consum es redueix i s'afegeixen nous i molt interessants extres. El Clio Sport a més inclou un aspecte exclusiu, amb un frontal més agressiu.
A partir de novembre de 2010 els motors 1.5 dci de 85 van passar a ser de 90 FAP i l'1.5 dci de 105 passa a ser 110 FAP. Des de maig de 2011 es van deixar de fabricar els models 1.6 16v de 128 cv, 2.0 16v de 140 cv i 1.5 dci de 110 cv, disminuint gradualment el ventall d'ofertes del Clio III fins que es produeixi la sortida al mercat del Clío IV a l'octubre de 2012, després de la seva presentació al Saló de l'Automòbil de París de setembre 2012.
El Renault Clio Collection és una versió de la tercera generació del Clio, que es comercialitzar simultàniament amb el de la quarta generació. El Clio Collection està disponible, únicament amb carrosseria de cinc portes. És l'única variant del Clio de 2009 que roman en el mercat ja que les versions de tres portes i familiar («Grand Tour») van deixar de comercialitzar-se a la tardor de 2012. En el Clio Collection es pot triar entre dos motors, un de gasolina —1.2 16v de 75 CV— i un altre Dièsel —dCi eco2 de 75 CV. Tots dos van associats a una caixa del canvi manual de cinc velocitats.

#### Motoritzacions
| Període                        | 2009-2012            | 2009-2012                  | 2009-2012                | 2009-2012             | 2009-2012              |
| Identificació del motor        | D4F                  | D4FT                       | K4M                      | K4M                   | F4R                    |
| Tipus de motor                 | L4 16v               | L4 16v, turbo, intercooler | L4 16v                   | L4 16v                | L4 16v                 |
| Diàmetre x carrera             | 69.0 mm × 76.8 mm    | 69.0 mm × 76.8 mm          | 79.5 mm × 80.5 mm        | 79.5 mm × 80.5 mm     | 82.7 mm × 93.0 mm      |
| Cilindrada                     | 1149 cm³             | 1149 cm³                   | 1598 cm³                 | 1598 cm³              | 1998 cm³               |
| Relació de compressió          | 9.8: 1               | 9.8: 1                     | 9.8: 1                   | 9.8: 1                | 11.5: 1                |
| Potència màxima: CV (kW) @ rpm | 75 CV (55 kW) @ 5500 | 101 CV (74 kW) @ 5500      | 111 CV (82 kW) @ 6000    | 130 CV (94 kW) @ 6750 | 201 CV (148 kW) @ 7100 |
| Par màxim: Nm @ rpm            | 105 Nm @ 4250        | 155 Nm @ 3500              | 151 Nm @ 4250            | 155 Nm @ 4250         | 215 Nm @ 5400          |
| Tracció                        | Davantera            | Davantera                  | Davantera                | Davantera             | Davantera              |
| Transmissió                    | Manual, 5 velocitats | Manual, 5 velocitats       | Automàtica, 4 velocitats | Manual, 6 velocitats  | Manual, 6 velocitats   |
| Acceleració 0–100 km/h         | 13.4 s               | 10.9 s                     | 12.2 s                   | 9.3 s                 | 6.9 s                  |
| Velocitat màxima               | 167 km/h             | 182 km/h                   | 186 km/h                 | 197 km/h              | 223 km/h               |
| Consum combinat (L/100 km)     | 5.8                  | 5.1                        | 7.5                      | 6.9                   | 8.3                    |

| Període                        | 2009-2012                                                                | 2010-2012                                                                | 2009-2010                                                                             | 2010-2012                                                                             | 2010-2012                                                                             |
| Identificació del motor        | OM639                                                                    | OM639                                                                    | OM639                                                                                 | OM639                                                                                 | OM639                                                                                 |
| Tipus de motor                 | L4 8v, injecció directa, common-rail, turbo, filtre antipartícules (DPF) | L4 8v, injecció directa, common-rail, turbo, filtre antipartícules (DPF) | L4 8v, injecció directa, common-rail, turbo, filtre antipartícules (DPF), intercooler | L4 8v, injecció directa, common-rail, turbo, filtre antipartícules (DPF), intercooler | L4 8v, injecció directa, common-rail, turbo, filtre antipartícules (DPF), intercooler |
| Diàmetre x carrera             | 76.0 mm × 80.5 mm                                                        | 76.0 mm × 80.5 mm                                                        | 76.0 mm × 80.5 mm                                                                     | 76.0 mm × 80.5 mm                                                                     | 76.0 mm × 80.5 mm                                                                     |
| Cilindrada                     | 1461 cm³                                                                 | 1461 cm³                                                                 | 1461 cm³                                                                              | 1461 cm³                                                                              | 1461 cm³                                                                              |
| Relació de compressió          | 17.9: 1                                                                  | 17.6: 1                                                                  | 17.9: 1                                                                               | 17.9: 1                                                                               | 15.6: 1                                                                               |
| Potència màxima: CV (kW) @ rpm | 70 CV (50 kW) @ 4000                                                     | 75 CV (55 kW) @ 3750                                                     | 85 CV (63 kW) @ 3750                                                                  | 90 CV (65 kW) @ 4000                                                                  | 105 CV (78 kW) @ 4000                                                                 |
| Par màxim: Nm @ rpm            | 160 Nm @ 1700                                                            | 180 Nm @ 1750                                                            | 200 Nm @ 1900                                                                         | 200 Nm @ 1750                                                                         | 240 Nm @ 2000-2500                                                                    |
| Tracció                        | Davantera                                                                | Davantera                                                                | Davantera                                                                             | Davantera                                                                             | Davantera                                                                             |
| Transmissió                    | Manual, 5 velocitats                                                     | Manual, 5 velocitats                                                     | Manual, 5 velocitats                                                                  | Manual, 5 velocitats                                                                  | Manual, 6 velocitats                                                                  |
| Acceleració 0–100 km/h         | 15.2 s                                                                   | 15.0 s                                                                   | 12.7 s                                                                                | 11.0 s                                                                                | 11.0 s                                                                                |
| Velocitat màxima               | 162 km/h                                                                 | 165 km/h                                                                 | 174 km/h                                                                              | 176 km/h                                                                              | 190 km/h                                                                              |
| Consum combinat (L/100 km)     | 4.5                                                                      | 4.0                                                                      | 4.3                                                                                   | 4.0                                                                                   | 4.3                                                                                   |

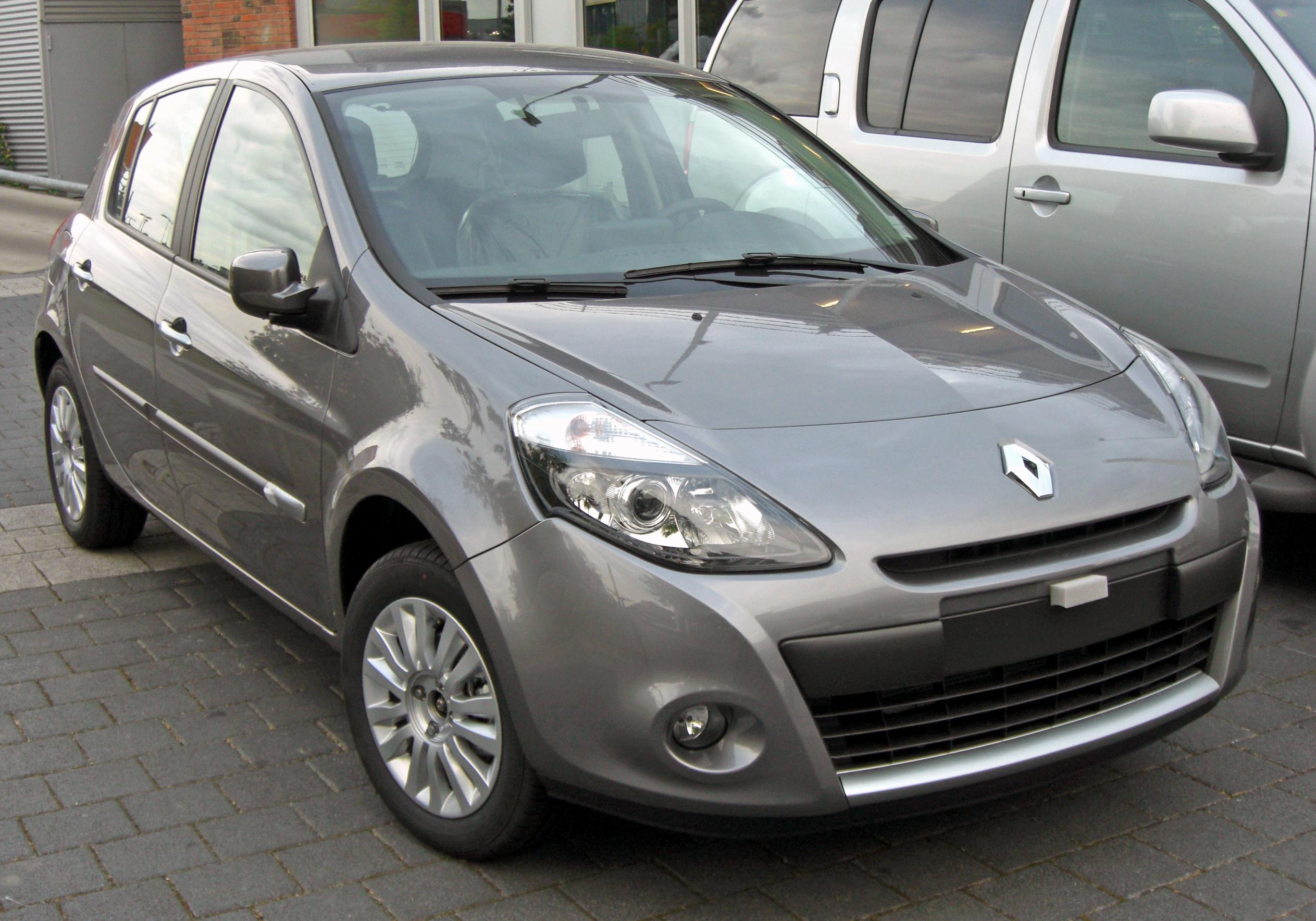
Redisseny del Renault Clio.
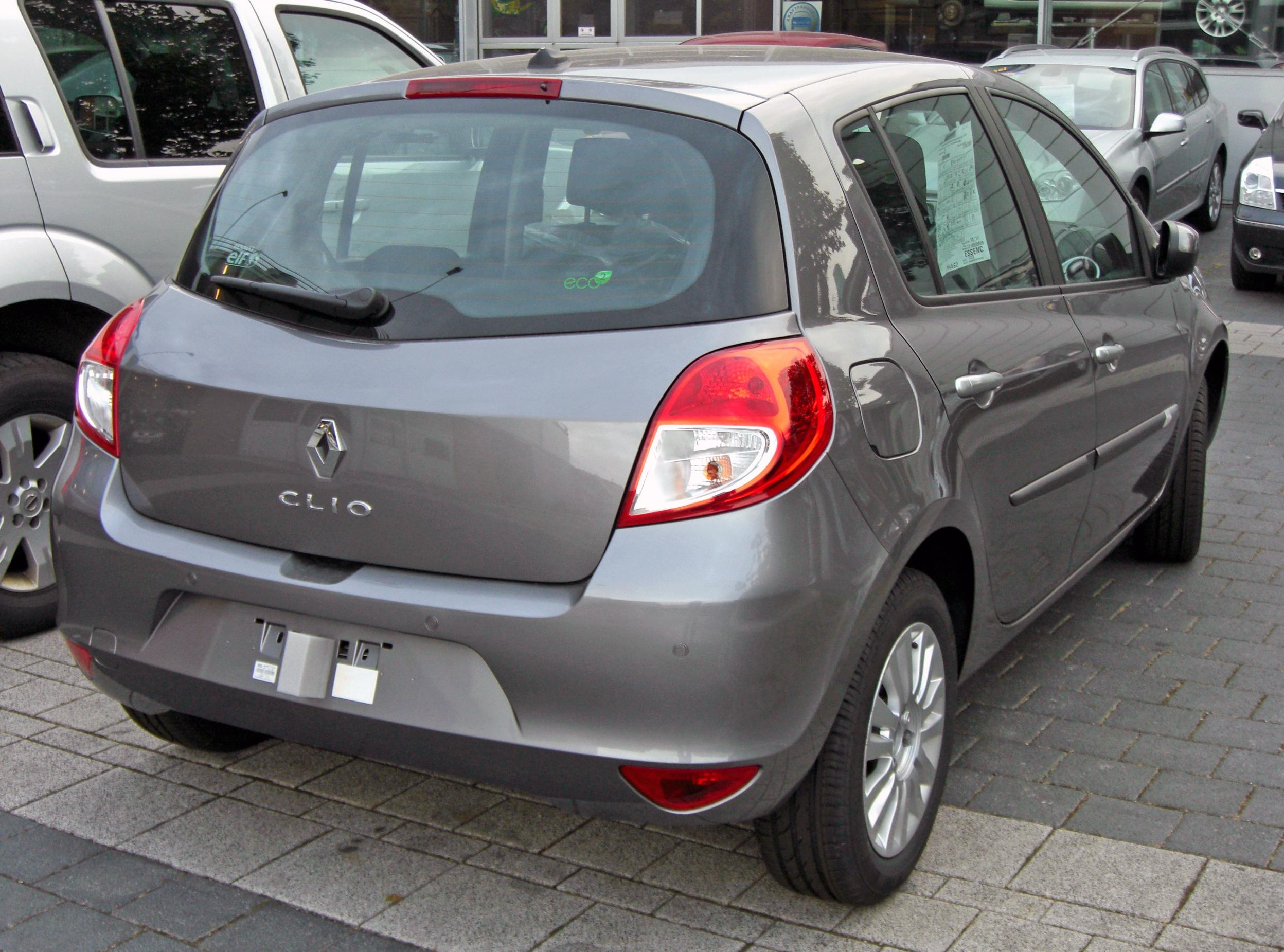
Renault Clio Facelift.
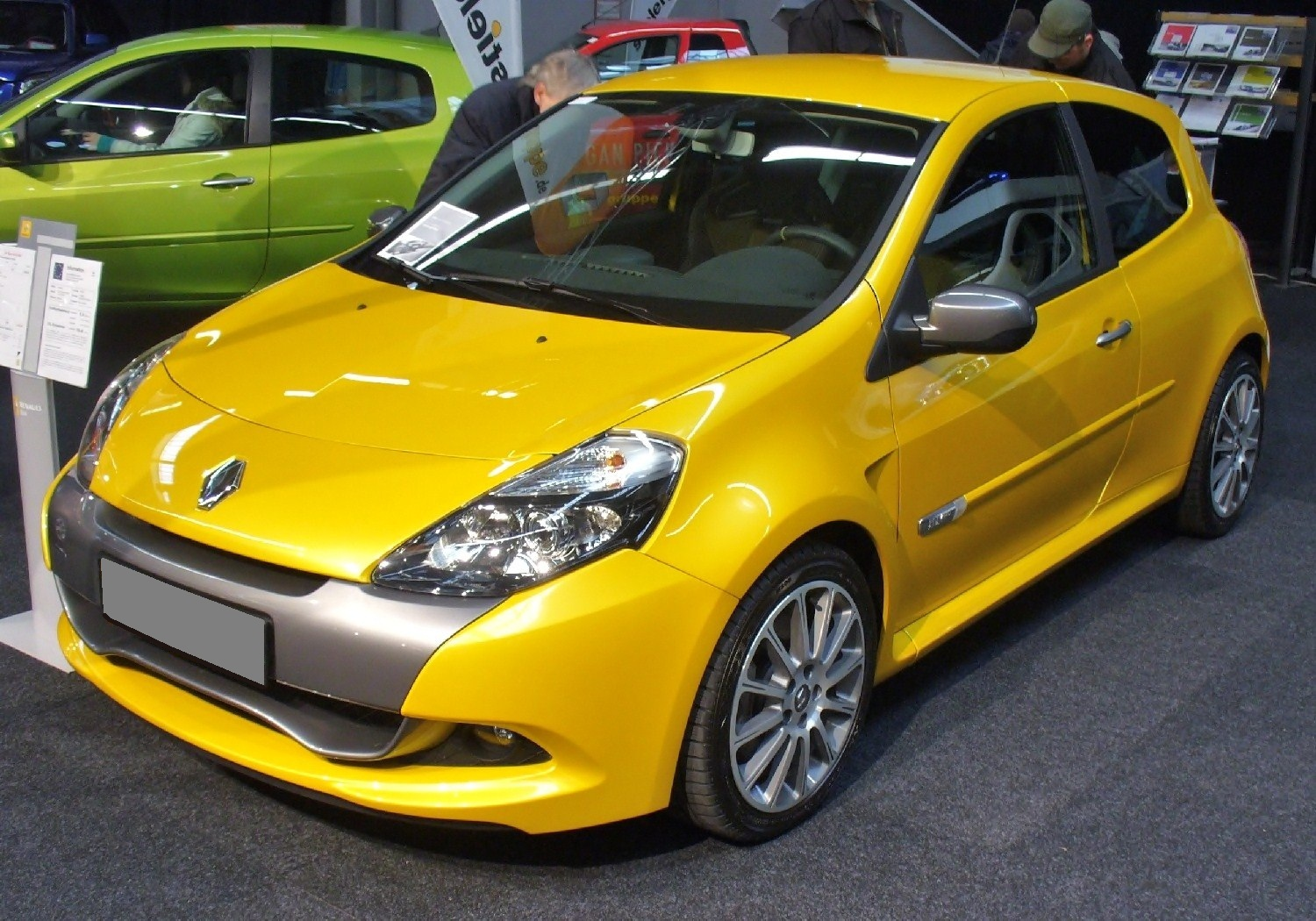
Renault Clio Facelift RS.
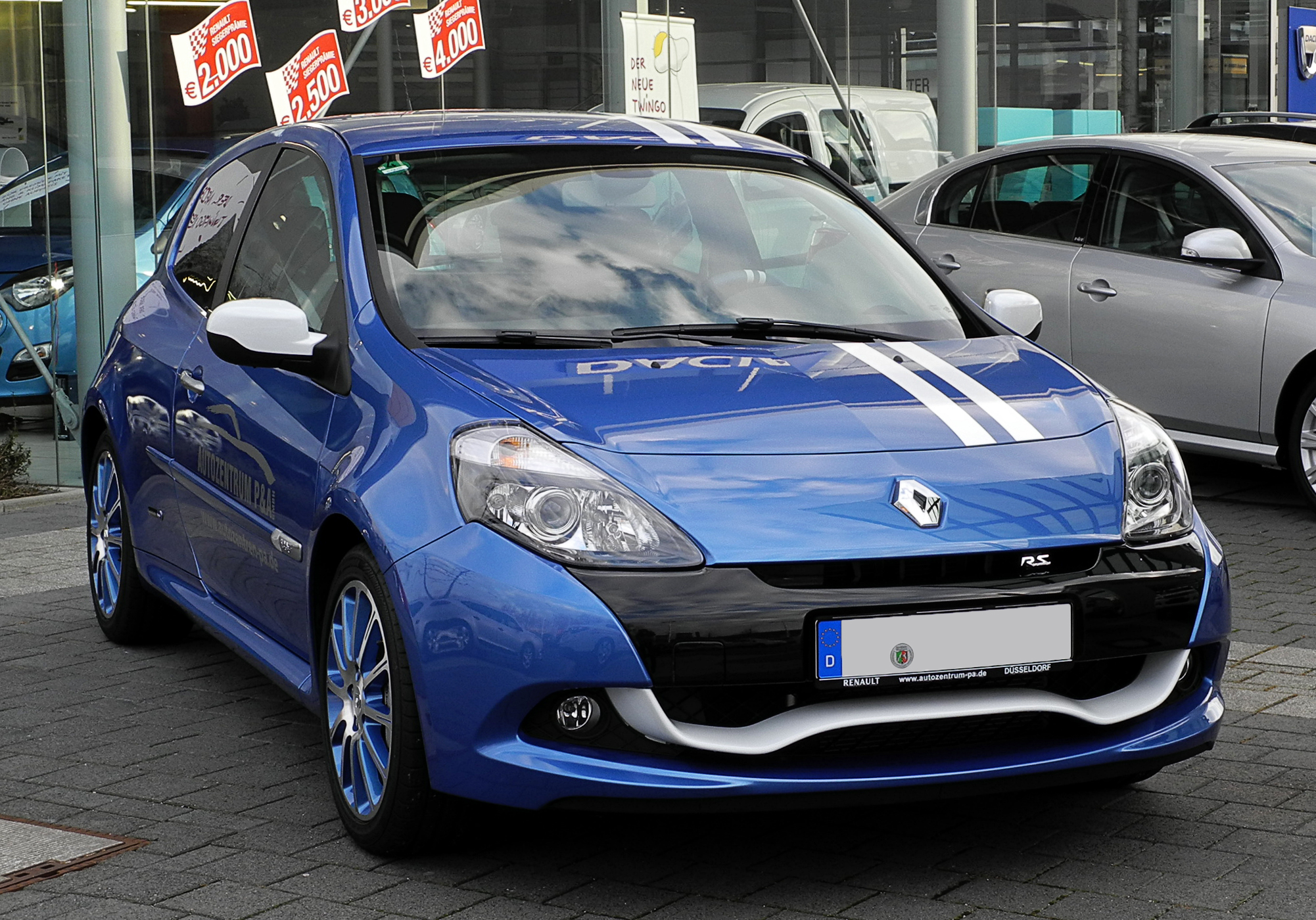
Renault Clio Facelift gordini RS.
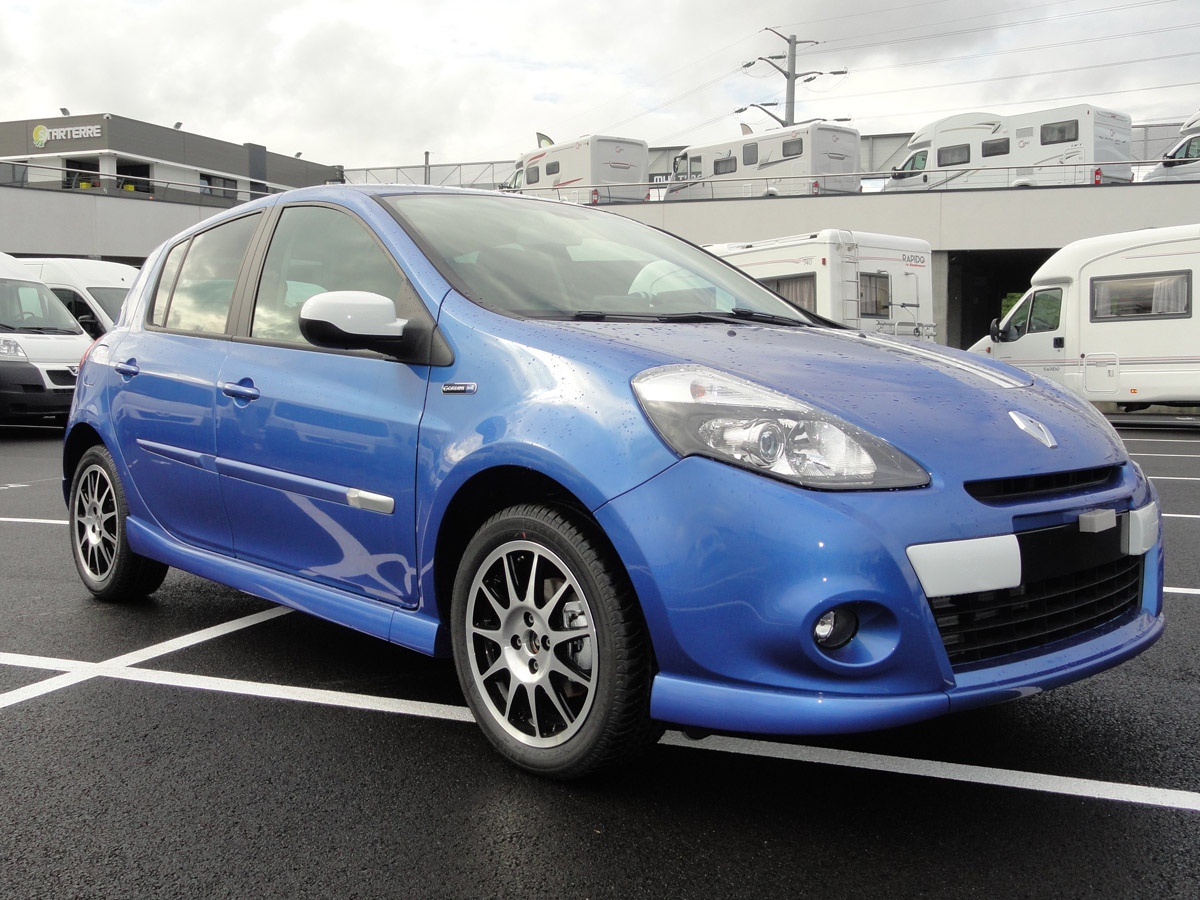
Renault Clio Facelift Gordini avant.
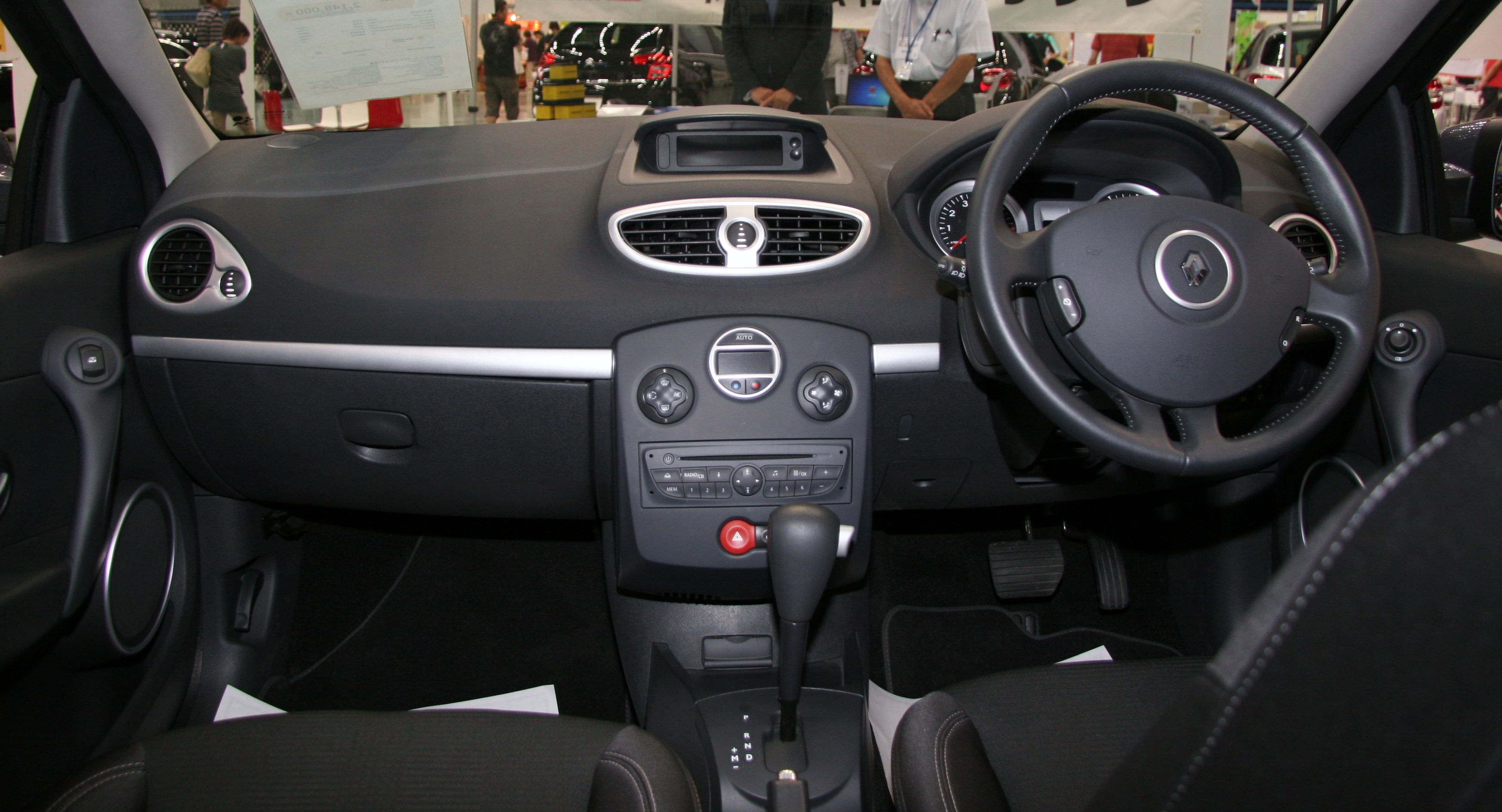
Renault Clio Facelift Interior.

## Quarta generació (2012-2019)
Al Saló de l'Automòbil de París de setembre de 2012 es produeix la presentació de la quarta generació amb una estètica molt radical. En general, el Clio IV és un cotxe més baix i ample, amb una silueta molt estilitzada, i un frontal i posterior que sofreixen un canvi molt radical, dotant-ho de major expressivitat. Es fabrica a Flins i Bursa en un número d'entre 350.000 a 400.000 unitats a l'any, mesura 4.05m i pes 100kg menys que el clio III. D'altra banda, aporta les següents tecnologies:
- Accés mans lliures amb arrencada en pendent.
- Cambra posterior.
- Connectivitat amb més de 50 aplicacions gràcies al seu navegador tàctil.
- Doble embragatge.

Quant a propulsors, estrena nous motors gasolina i dièsel, rebutjant gairebé tots els motors usats per la generació anterior, sent gairebé tots turbo. Per a gasolina existeix un 1.2 tce que no té res a veure amb l'anterior 1.2 tce, ja que té major cilindrada, injecció directa i 20 cavalls més, també existeix un 0.9 tce tricilíndric de 90 cavalls amb bones prestacions i molt contingut consum, l'1.2 16v atmosfèric de 75 cavalls ja clàssic de Renault i un 1.6 tce de 200 cavalls per al RS. Quant a dièsel, es valdrà dels nous 1.5 dci Energy, que tenen un consum de gairebé un litre menys als 100 km que els anteriors 1.5 dci. És un dels motors que menys gasta de la seva categoria.
L'estètica del hatch canvia rotundament. Es poden apreciar línies molt més filoses i jugades, una carrosseria bé musculosa i un look més esportiu i agressiu que l'anterior. Té una mica de l'últim Mégane, sobretot les corbes laterals, encara que el seu disseny encara és molt més desafiador que el del mitjà.
La zona davantera té una graella central tipus boca i unes òptiques ovalades i grans amb un format modern, a la manera d'ulls d'àguila. La part posterior està molt marcada, té una petita lluneta i òptiques d'un format original i allargat. Quant al lateral, la superfície vidriada es retalla i té una “pinzellada” corba ascendent en la part posterior acabant en les camuflades obertures de les portes posteriors.
Existeix un canvi dramàtic en disseny respecte a la versió anterior, sobretot en el joc d'òptiques, ja que està menys forçat que en anteriors generacions, amb les llums antiboira en una posició coherent i original respecte a les principals, quedant en els laterals de l'entrada d'aire inferior. L'entrada d'aire es redueix una mica però superiorment a les esmentades llums antiboira s'oferirien un parell d'entrades addicionals, a banda i banda del logotip engrandit de Renault, formant una graella molt agradable, acabada als laterals per la presència de dos petits i allargats fars leds de visió diürna.
La part posterior canvia gairebé per complet, unes llums amb forma allargada cap als costats, reducció del cristall posterior i paracops més voluminós, que sumat a les finestretes laterals en forma de “bumerang” li donarien un aspecte més fluid i esportiu malgrat no comptar amb una versió de tres portes.
Aquesta nova generació del Clio formaria part de la temporada 2012 de Renault, però el seu llançament no va ser fins a octubre de 2012 en el continent europeu, sent presentat en el saló de l'automobilisme de París 2012.
La quarta generació es produeix a França i Turquia. D'aquesta manera es va posar fi a una gran polèmica deslligada al país d'origen de la marca on es comentava que la planta de Flins deixaria de funcionar en un curt termini, informació que va quedar totalment desmentida en un informe fet pel president d'aquell país, Nicolas Sarkozy el gener de 2010.
El nou vehicle de la signatura reemplaçaria al Clio 3, que també es fabricava a Espanya, país que no corre la mateixa sort que França, ja que no participa del procés de fabricació del nou vehicle. D'aquesta manera, l'antic Clio III es continua fabricant a Valladolid sota el model Collection durant un any més.
A la planta francesa de Flins a més de produir-se el nou compacte, es produeix des de principis de 2012 el Zoé, nou vehicle elèctric de la marca.

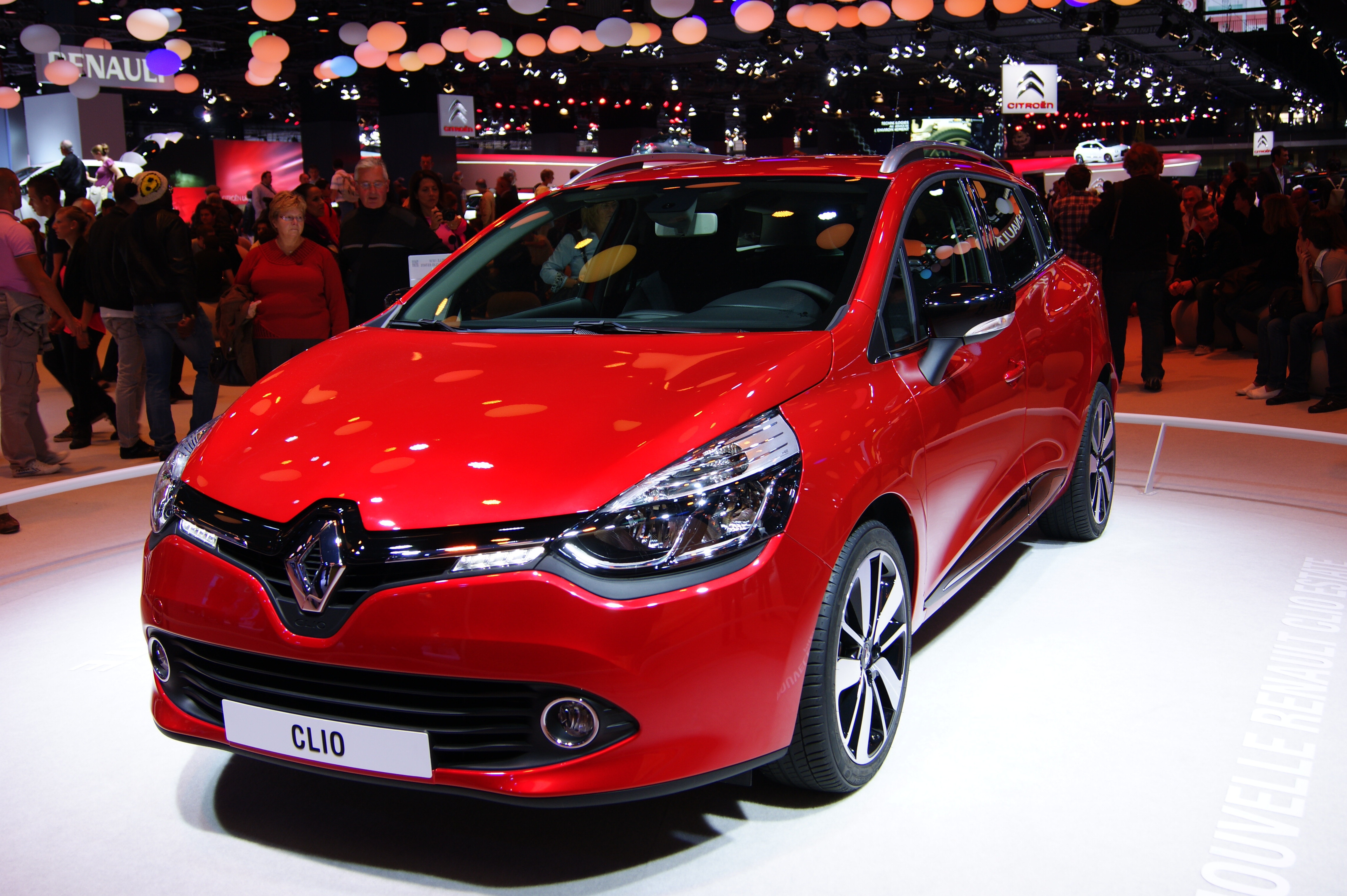
Clio IV estate
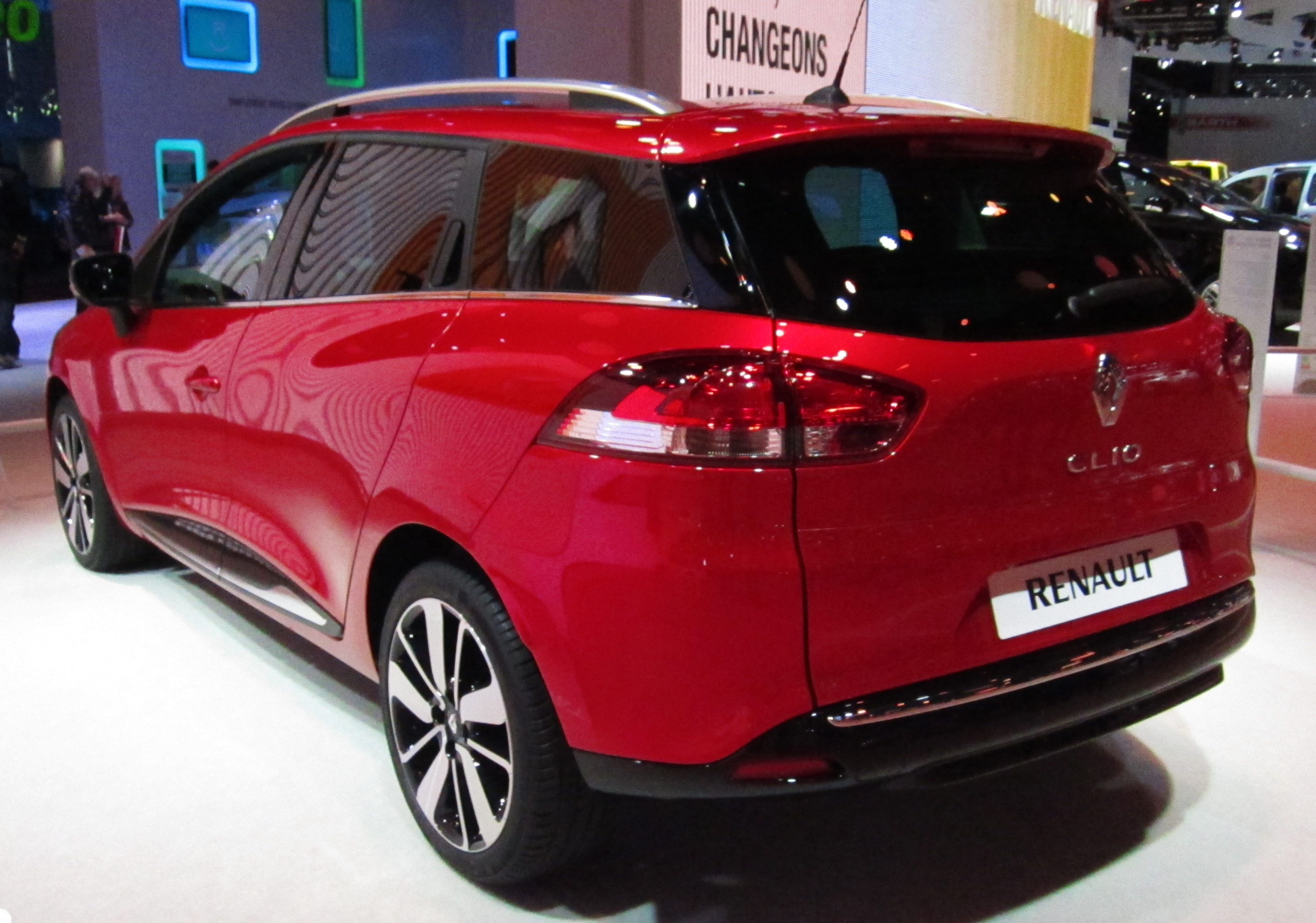
Clio IV estate
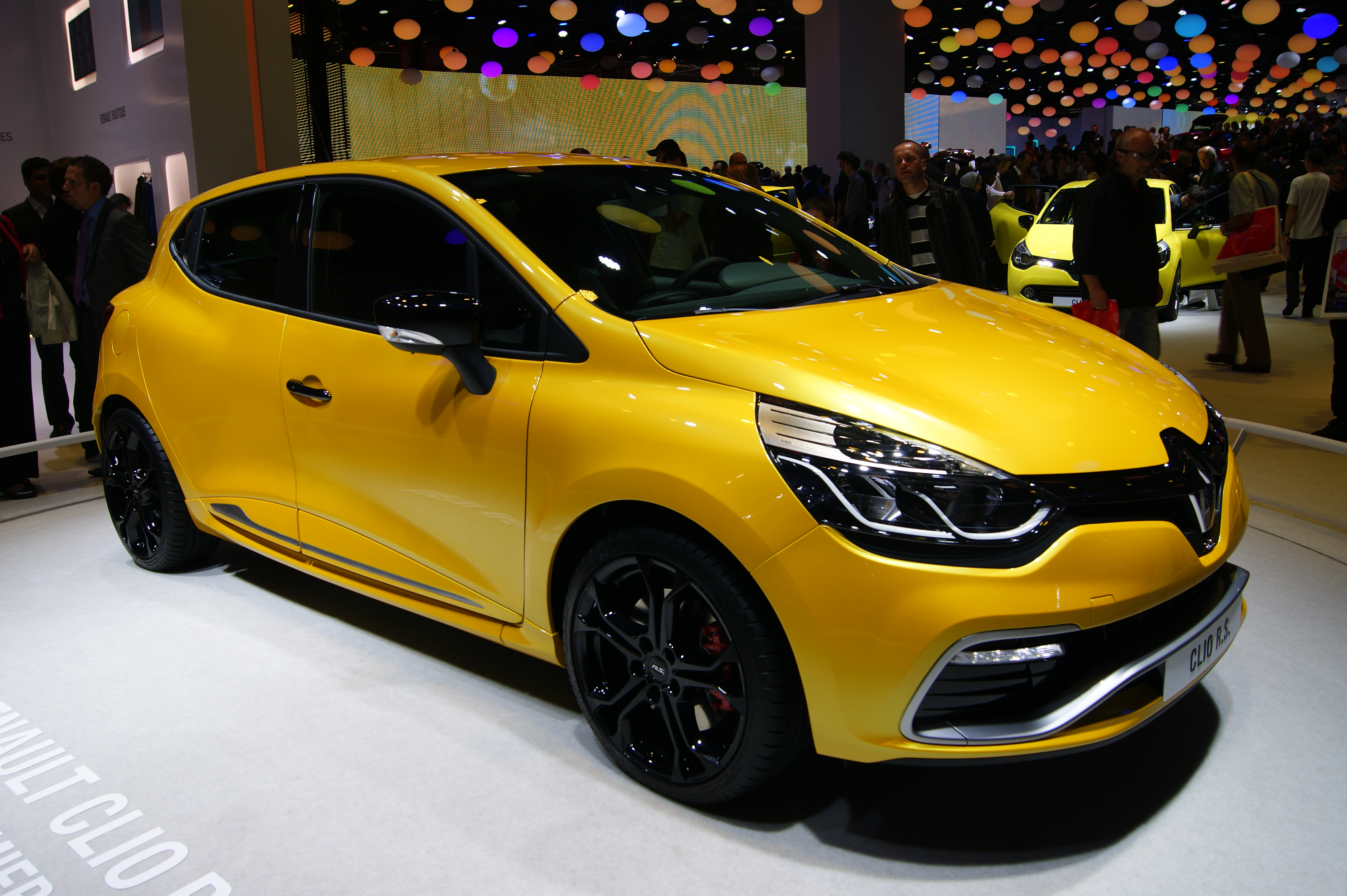
Clio RS
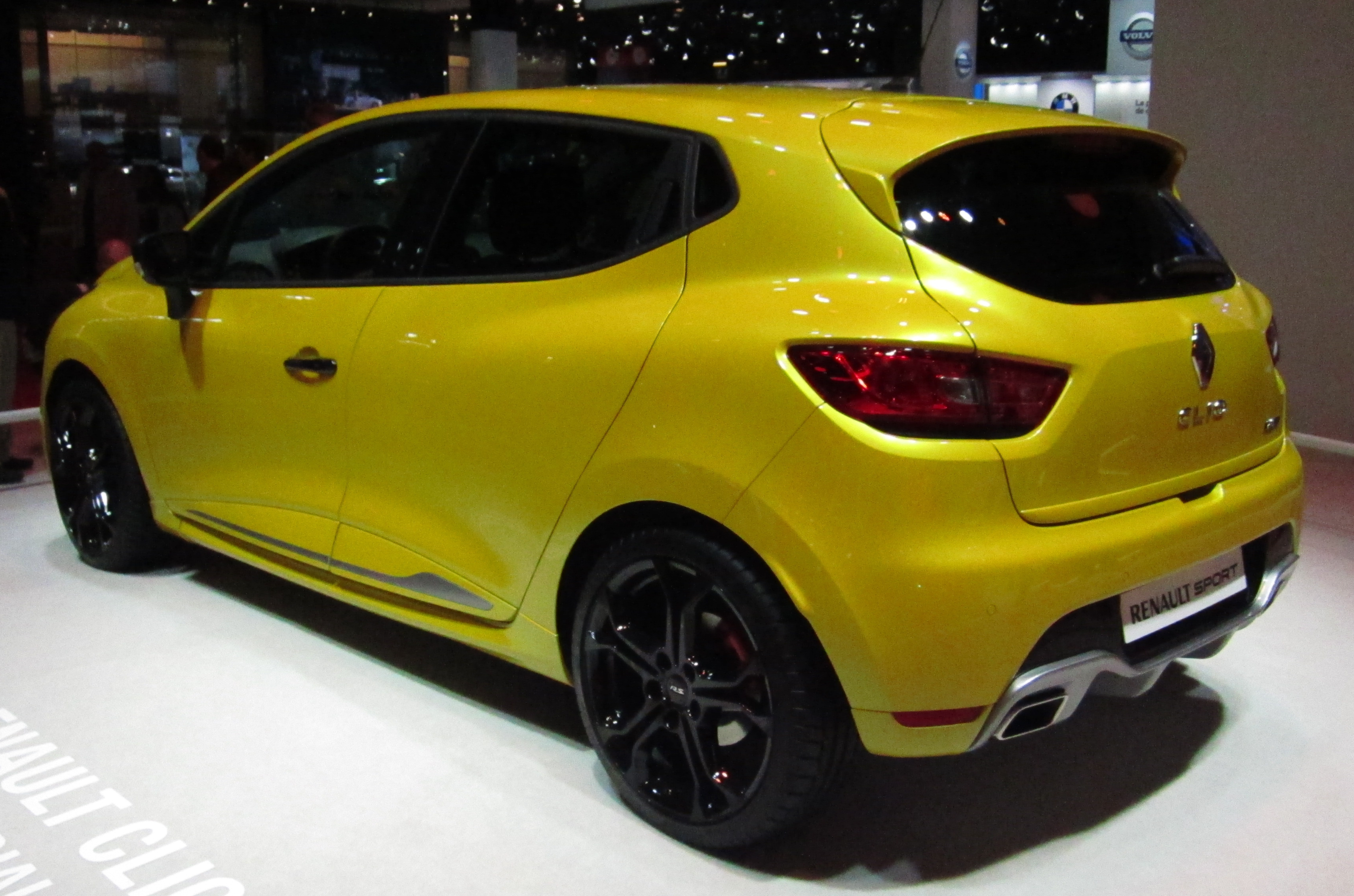
Clio RS
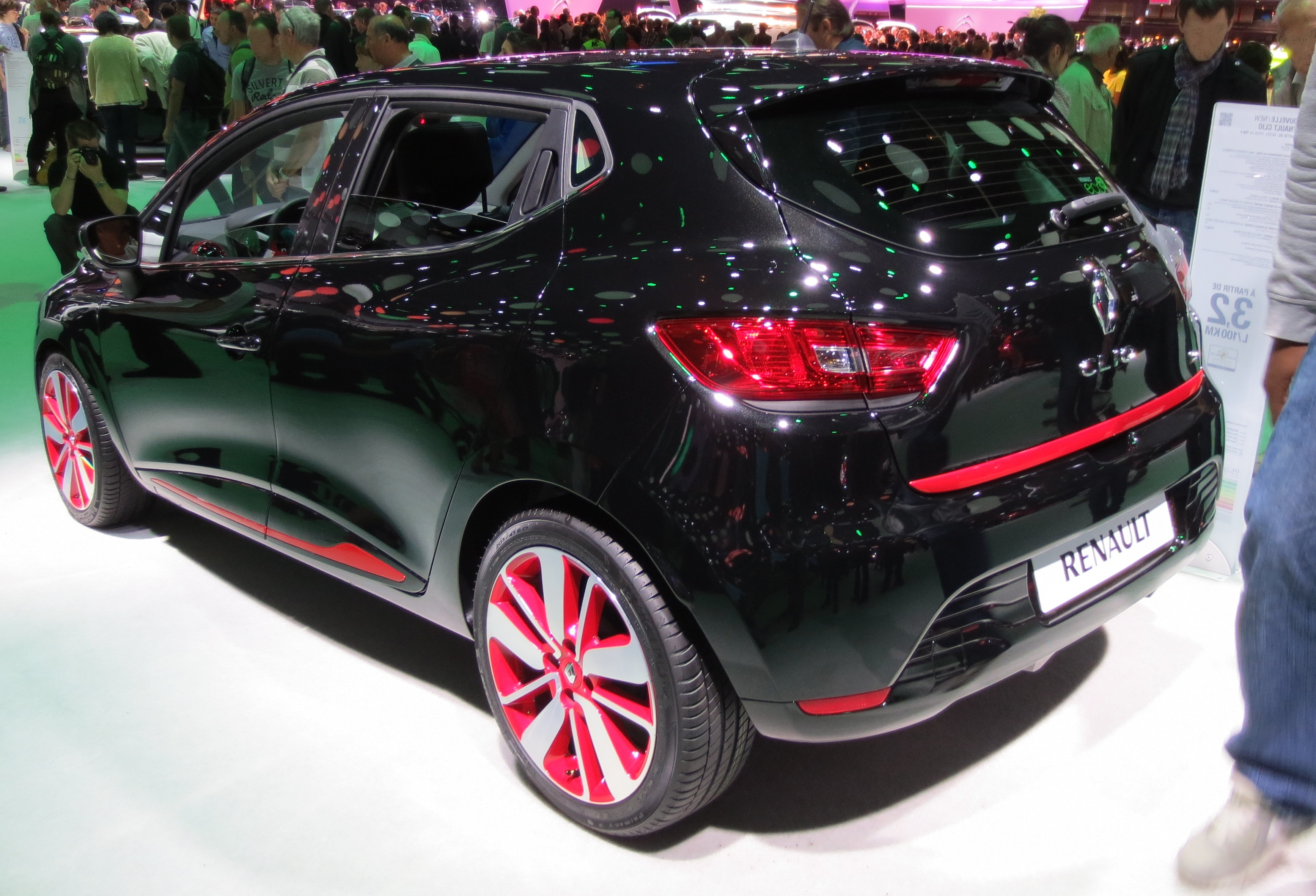
Black editión

### Característiques
La nova generació s'acosta més al disseny Mégane, adoptant una estètica tremendament compacta que transmet solidesa i esportivitat. A nivell mecànic, el Clio IV va proveït d'una nova família de motors TCe de gasolina, un 3 cilindres de 0,9 litres de cilindrada i un 4 cilindres de 1,2 litres, amb unes emissions de menys de 120 g/km. Com a versió d'accés, es continua oferint l'1.2 16v de 75 cv que tenia el Clio III.
En dièsel, l'1.5 dCi s'actualitza reduint el seu consum i les emissions l'equivalent a 20 g/km. S'ofereix en versions de 75cv i 90cv.
I quant a la versió RS, munta un 1.6 Tce de 200cv, que disminueix el consum en 2 litres i les emissions en un 25% respecte de l'anterior 2.0 16v atmosfèric de 200cv. En 2015, es presenta el Clio RS Trophy amb 220cv i 280Nm amb overboost, capaç de fer el 0-100 km/h en només 6,6 segons.
Per a aquest últim va comptar amb la col·laboració de Mercedes Benz, que es va encarregar d'aportar tecnologia a Renault en el que a motors de gran rendiment es refereix a canvi que Renault li mostri a Mercedes el seu "Know-how" sobre motors petits i així disminuir Mercedes la seva taxa d'emissions i complir en 2016 la norma Euro6.
En l'estiu de 2016 es presenta el restyling del Clio IV, en el qual entre les seves novetats es troba l'arribada del 1.5dci de 110cv al costat de la caixa del canvi manual de 6 velocitats.

### Motoritzacions
| Període                        | 2012-presente              | 2018-presente              | 2012-2018            | 2013-2018                                    | 2013-2018                                    | 2016-2018                                    |
| Identificació del motor        | H4Bt-400                   | H4Bt-400                   | D4F-740              | H5Ft                                         | MR16DDT                                      | MR16DDT                                      |
| Tipus de motor                 | L3 12v, turbo, intercooler | L3 12v, turbo, intercooler | L4 16v               | L4 16v, injecció directa, turbo, intercooler | L4 16v, injecció directa, turbo, intercooler | L4 16v, injecció directa, turbo, intercooler |
| Diàmetre x carrera             | 72.2 mm × 73.1 mm          | 72.2 mm × 73.1 mm          | 69.0 mm × 76.8 mm    | 72.2 mm × 73.1 mm                            | 79.7 mm × 81.1 mm                            | 79.7 mm × 81.1 mm                            |
| Cilindrada                     | 898 cm³                    | 898 cm³                    | 1149 cm³             | 1197 cm³                                     | 1618 cm³                                     | 1618 cm³                                     |
| Relació de compressió          | 9.5: 1                     | 9.5: 1                     | 9.8: 1               | 9.5: 1                                       | 9.5: 1                                       | 9.5: 1                                       |
| Potència màxima: CV (kW) @ rpm | 90 CV (66 kW) @ 5250       | 75 CV (54 kW) @ 5000       | 75 CV (54 kW) @ 5500 | 120 CV (88 kW) @ 4900                        | 200 CV (147 kW) @ 6000                       | 220 CV (162 kW) @ 6000                       |
| Par màxim: Nm @ rpm            | 135 Nm @ 2500              | 120 Nm @ 2500              | 107 Nm @ 4250        | 190 Nm @ 2000                                | 240 Nm @ 1750                                | 280 Nm @ 1750                                |
| Tracció                        | Davantera                  | Davantera                  | Davantera            | Davantera                                    | Davantera                                    | Davantera                                    |
| Transmissió                    | Manual, 5 velocitats       | Manual, 5 velocitats       | Manual, 5 velocitats | Automática, 6 velocitats                     | Automática, 6 velocitats                     | Automática, 6 velocitats                     |
| Acceleració 0–100 km/h         | 12.2 s                     | 12,3 s                     | 14.5 s               | 9.4 s                                        | 6.7 s                                        | 6.6 s                                        |
| Velocitat màxima               | 182 km/h                   | 178 km/h                   | 167 km/h             | 199 km/h                                     | 230 km/h                                     | 235 km/h                                     |
| Consum combinat (L/100 km)     | 4.5                        | 5                          | 5.5                  | 5.2                                          | 6.3                                          | 5.9                                          |

| Període                        | 2012-presente                                                            | 2012-presente                                                                         | 2016-2018                                                                             |                                                                                       |
| Identificació del motor        | K9K-612                                                                  | K9K-608                                                                               | K9K                                                                                   |                                                                                       |
| Tipus de motor                 | L4 8v, injecció directa, common-rail, turbo, FAP (Filtre Antipartícules) | L4 8v, injecció directa, common-rail, turbo, intercooler, FAP (Filtre Antipartícules) | L4 8v, injecció directa, common-rail, turbo, intercooler, FAP (Filtre Antipartícules) | L4 8v, injecció directa, common-rail, turbo, intercooler, FAP (Filtre Antipartícules) |
| Diàmetre x carrera             | 76.0 mm × 80.5 mm                                                        | 76.0 mm × 80.5 mm                                                                     | 76.0 mm × 80.5 mm                                                                     |                                                                                       |
| Cilindrada                     | 1461 cm³                                                                 | 1461 cm³                                                                              | 1461 cm³                                                                              |                                                                                       |
| Relació de compressió          | 15.5: 1                                                                  | 15.6: 1                                                                               | 15.6: 1                                                                               |                                                                                       |
| Potència màxima: CV (kW) @ rpm | 75 CV (55 kW) @ 4000                                                     | 90 CV (66 kW) @ 4000                                                                  | 110 CV (81 kW) @ 4000                                                                 |                                                                                       |
| Par màxim: Nm @ rpm            | 200 Nm @ 1750                                                            | 220 Nm @ 1750                                                                         | 260 Nm @ 1750                                                                         |                                                                                       |
| Tracció                        | Davantera                                                                | Davantera                                                                             | Davantera                                                                             |                                                                                       |
| Transmissió                    | Manual, 5 velocidades                                                    | Manual, 5 velocitats / Automàtica, 6 velocitats                                       | Manual, 6 velocitats / Automàtica, 6 velocitats                                       |                                                                                       |
| Acceleració 0–100 km/h         | 14.3 s                                                                   | 12.0 s                                                                                | 11.3 s                                                                                |                                                                                       |
| Velocitat màxima               | 168 km/h                                                                 | 181 km/h                                                                              | 194 km/h                                                                              |                                                                                       |
| Consum combinat (L/100 km)     | 3.6                                                                      | 3.6                                                                                   | 3.5                                                                                   |                                                                                       |

## Cinquena generació (2019)
El Clio V és un automòbil comercialitzat pel fabricant francès d'automòbils Renault des de març de 2019.

### Història
La cinquena generació de l'automòbil de la ciutat de Renault es donarà a conèixer en el Saló Internacional de l'Automòbil de Ginebra 2019 a l'estand de Renault del Palais des Expositions et des Congrès a Ginebra. Aquesta és la cinquena generació de Clio després de Clio I en 1990, Clio II en 1998, Clio III en 2005 i Clio IV en 2012.
Amb el Clio V, Laurens van den Acker, Director de Disseny del Grup Renault, llançarà la seva tercera línia que donarà la nova orientació estilística de la marca amb menys corbes i simplicitat en les línies.

### Especificacions tècniques
El Renault Clio V es basa en la plataforma modular CMF-B utilitzada per les actuacions compactes de l'Aliança Renault-Nissan.

### Canvi de disseny
La línia general del nou Clio es mantindrà prop del seu predecessor. L'equip de disseny de Laurens van den Acker va aconseguir revitalitzar l'estil de la gamma Renault, i va trobar l'equilibri amb Clio, els enginyers es van centrar en les seves tecnologies internes i embegudes, inclosa la conducció autònoma. .

### Motors
El Clio V rep nous motors, principalment el motor de 3 cilindres i 1.0 litres TCe de 100 CV i el motor de quatre cilindres i 1.3 litres TCe de 130 CV i el motor de 3 cilindres i 1.0 litres SCe 75 ch del seu predecessor. En el dièsel, el dCi de 4 cilindres i 1,5 litres es renovarà amb potències que oscil·laran entre 85 i 115 CV. S'espera que arribi una versió híbrida endollable en 2019 [4] equipada amb un motor Nissan d'1.6 litres i 120 cavalls de força associat amb una caixa electrificada de quatre velocitats, anomenada Locobox en el fabricant, específica per a vehicles híbrids 

## Variants

### Renault Clio Symbol
La història del Renault Symbol a nivell mundial es remunta a febrer de 1998, quan a França Renault llança els Clio II en versions de 3 i 5 portes. A Turquia, a causa d'exigències particulars del mercat local de l'automòbil, la marca va decidir crear una versió exclusiva del Clio amb carrosseria Seden (4 portes i maleter) a la qual van anomenar "Clio Symbol" en 1999. Allí es va llançar amb els motors 1.4 i 1.6 de 8 vàlvules de la sèrie E (Energy), els quals van equipar als primers Symbol. El juliol del 2011 es va començar a comercialitzar l'edició Limitada Gordini a Espanya únicament.
En aquells dies, es va iniciar la comercialització del model en mercats d'Europa Oriental, com Rússia, Hongria, etc. Cal destacar que en alguns països, es comercialitza sota el nom "Thalia" i a Mèxic i Panamà com '"Nissan Platina", amb canvis estètics, principalment en el frontal per a ser venut sota la marca nipona.

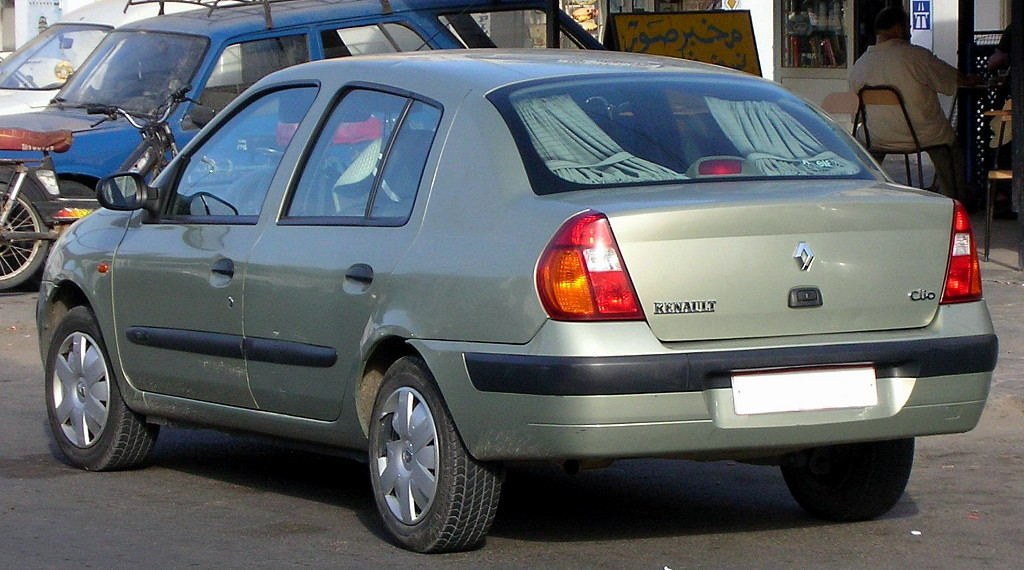
Renault Clio Symbol. Vista posterior
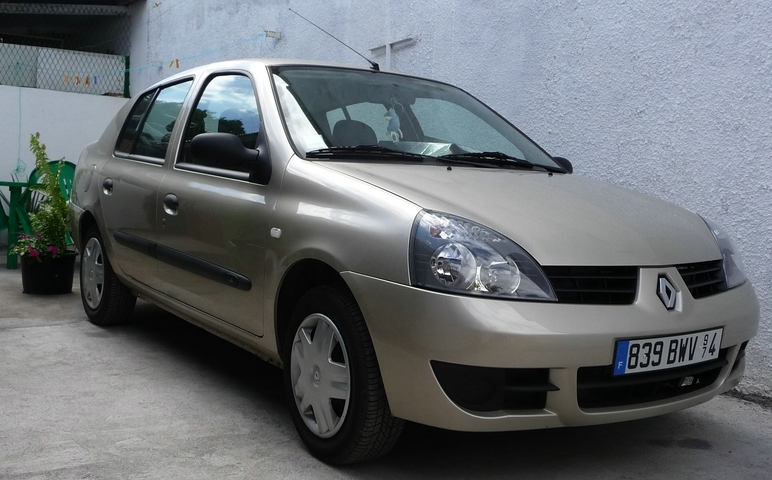
Renault Clio Symbol. Vista Frontal
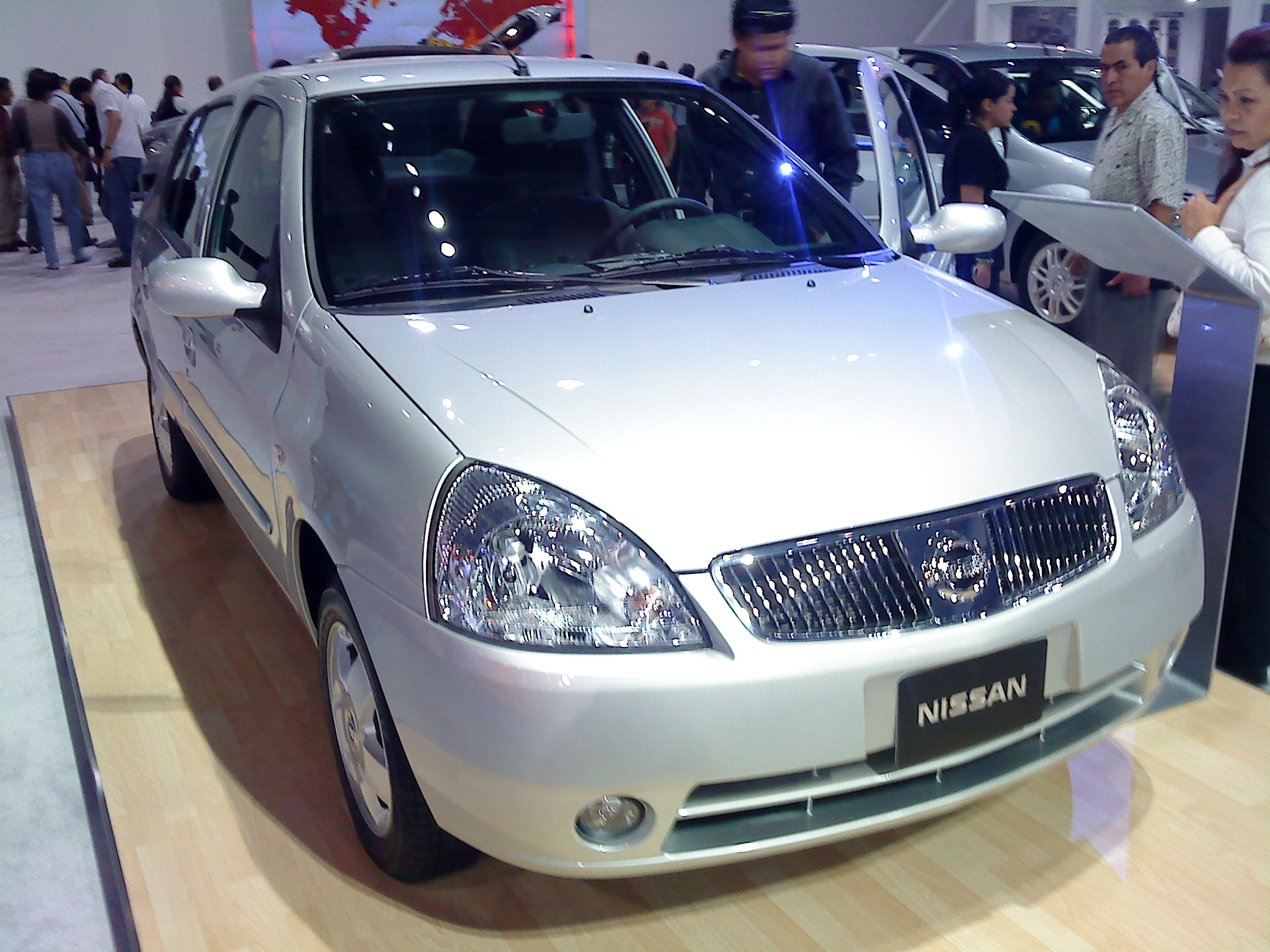
Versió mexicana, un Nissan Platina model 2008

L'any 2000, aquest vehicle va arribar a Amèrica Llatina, més concretament a l'Argentina, el Brasil i Colòmbia, per al mercat Argentí (Clio II a seques); i per als altres dos països es va promocionar amb el nom de Symbol.
A Colòmbia va aparèixer al març de 2001 secundat amb una recordada campanya publicitària d'expectativa en la qual un gringo anomenat Bob Harris buscava esposa colombiana amb fills, per a finalment devetllar-se que aquesta cerca era per a estrenar amb ells el seu nou Renault Symbol. Sofasa va assemblar aquest vehicle fins a l'any 2009, a Colòmbia, abans de fabricar l'última generació (Symbol II). Ja en el 2002, Renault va llançar internacionalment la nova carrosseria del Symbol, corresponent al retoc estètic aplicat al Clio internacionalment l'any anterior. És així com el Symbol va quedar com ho coneixem més recentment. Després va aparèixer un nou Symbol al maig de 2003 (ja amb motor 1.4 de 16 vàlvules de la sèrie K) i la versió taxi anomenada "Citius" al febrer de 2006. Fora d'aquests detalls, el Symbol no ha tingut majors variacions a Colòmbia. Internacionalment, a Europa i a l'Argentina i el Brasil més exactament, es va presentar al setembre de 2006 una nova versió del Symbol, acoblada a la nova generació del Clio II anomenada "Campus" i que es comercialitza a l'Argentina, el Brasil, Europa i Mèxic.
El 25 d'agost de 2008, Renault va presentar les primeres fotos de la línia 2009 del Symbol. Té un frontal similar al del Renault (Dacia) Sandero, una part posterior totalment diferent a la línia anterior, i un interior actualitzat. La seva intenció era ser un acte accessible però molt equipat amb una aspiració per sota del Megan II, per això no va ser una continuació del Clio tricorps, sinó un cotxe completament diferent, encara que compartia la línia de muntatge amb el Clio Mio. Es va fabricar a Santa Isabel (Argentina), a Envigado (Colòmbia) i a Bursa (Turquia). A Colòmbia particularment aquesta nova versió no va tenir l'èxit comercial de la primera i avui dia el Renault Symbol II ja no es comercialitza a Colòmbia.
Després de poca carrera, a finalitats de 2013 es va deixar de fabricar a Colòmbia i a l'Argentina, malgrat que el seu redisseny no va obtenir vendes significatives i en el seu lloc serà ocupat pel Logan de segona generació (Per a l'Argentina).

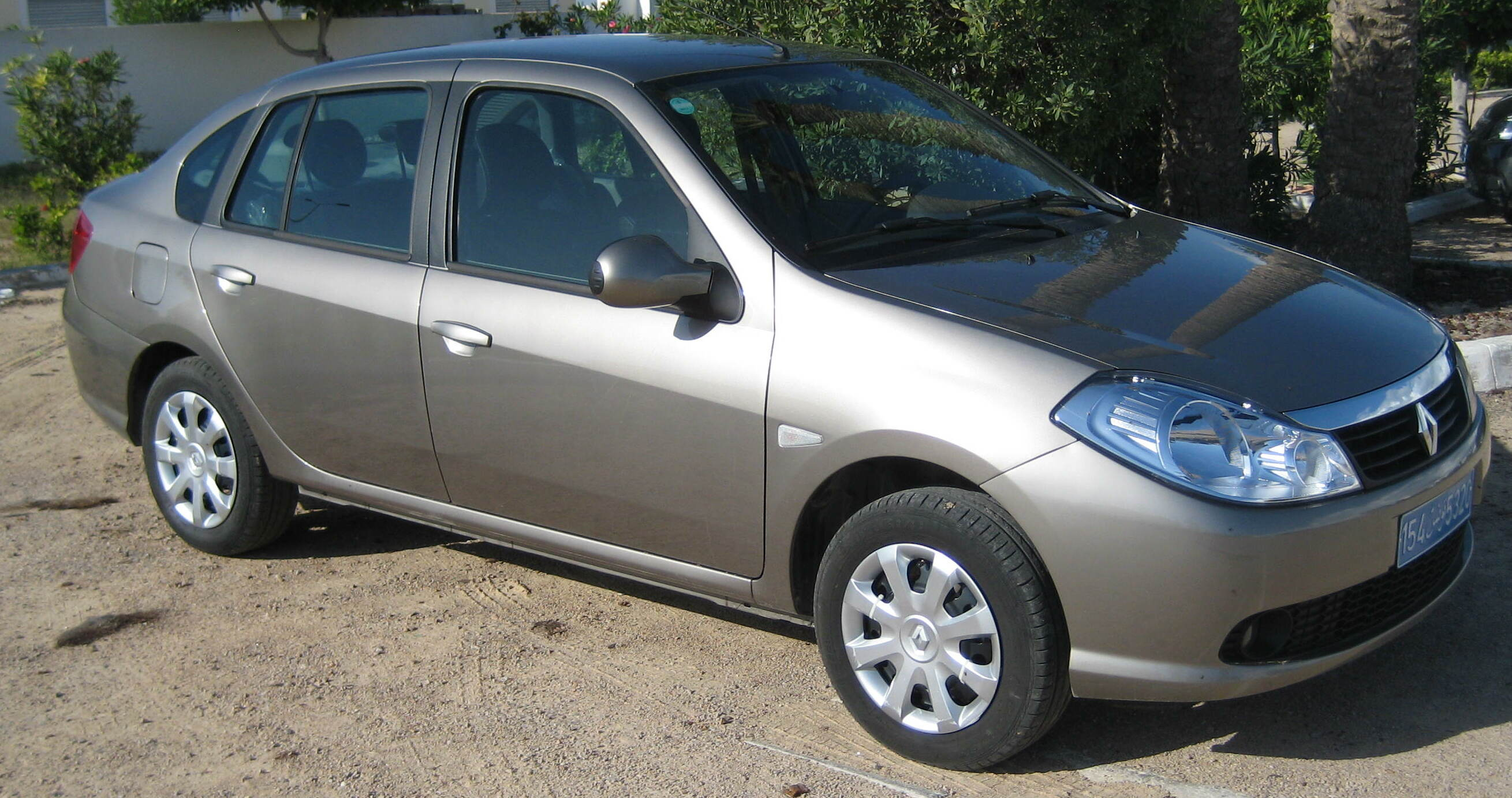
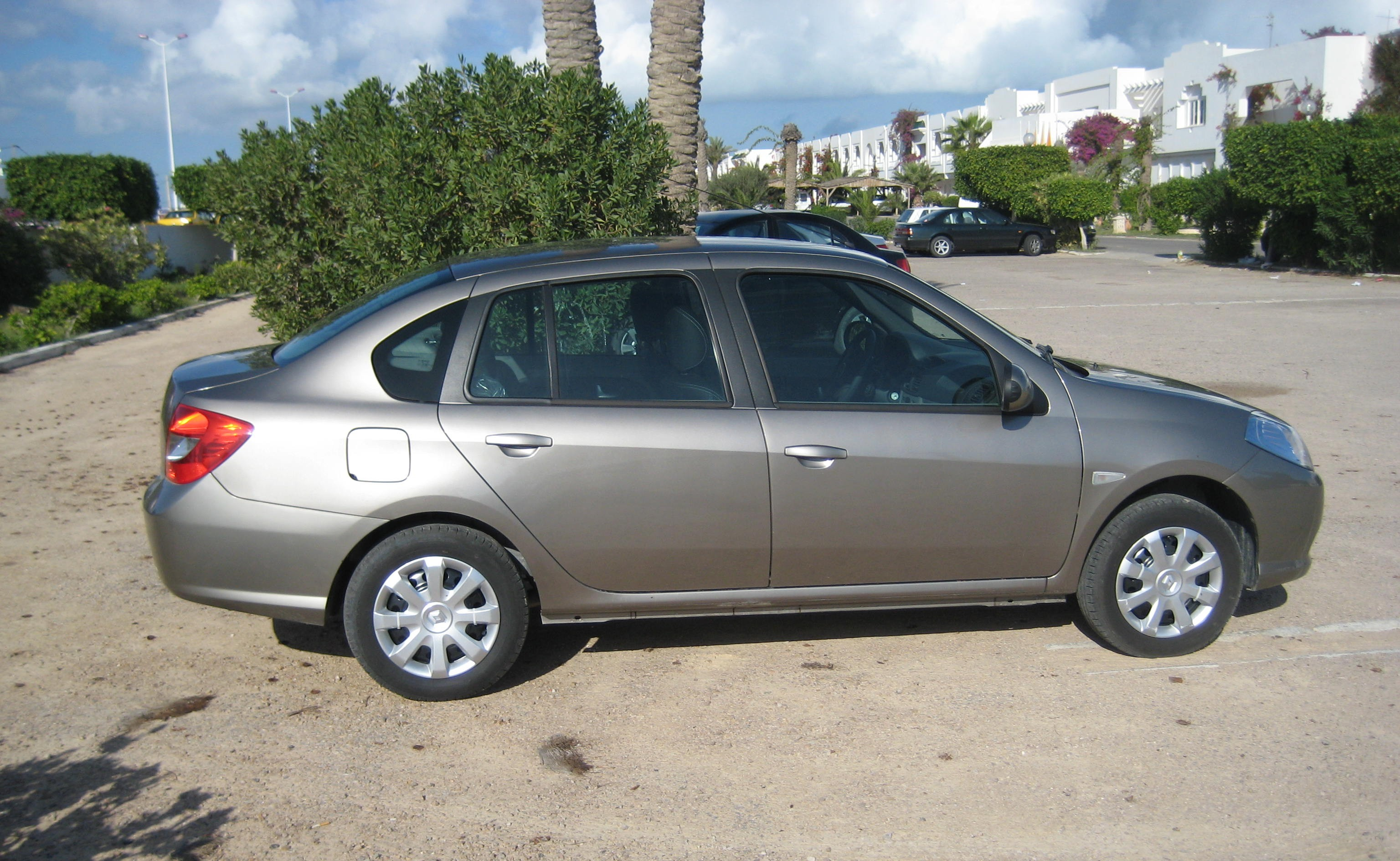
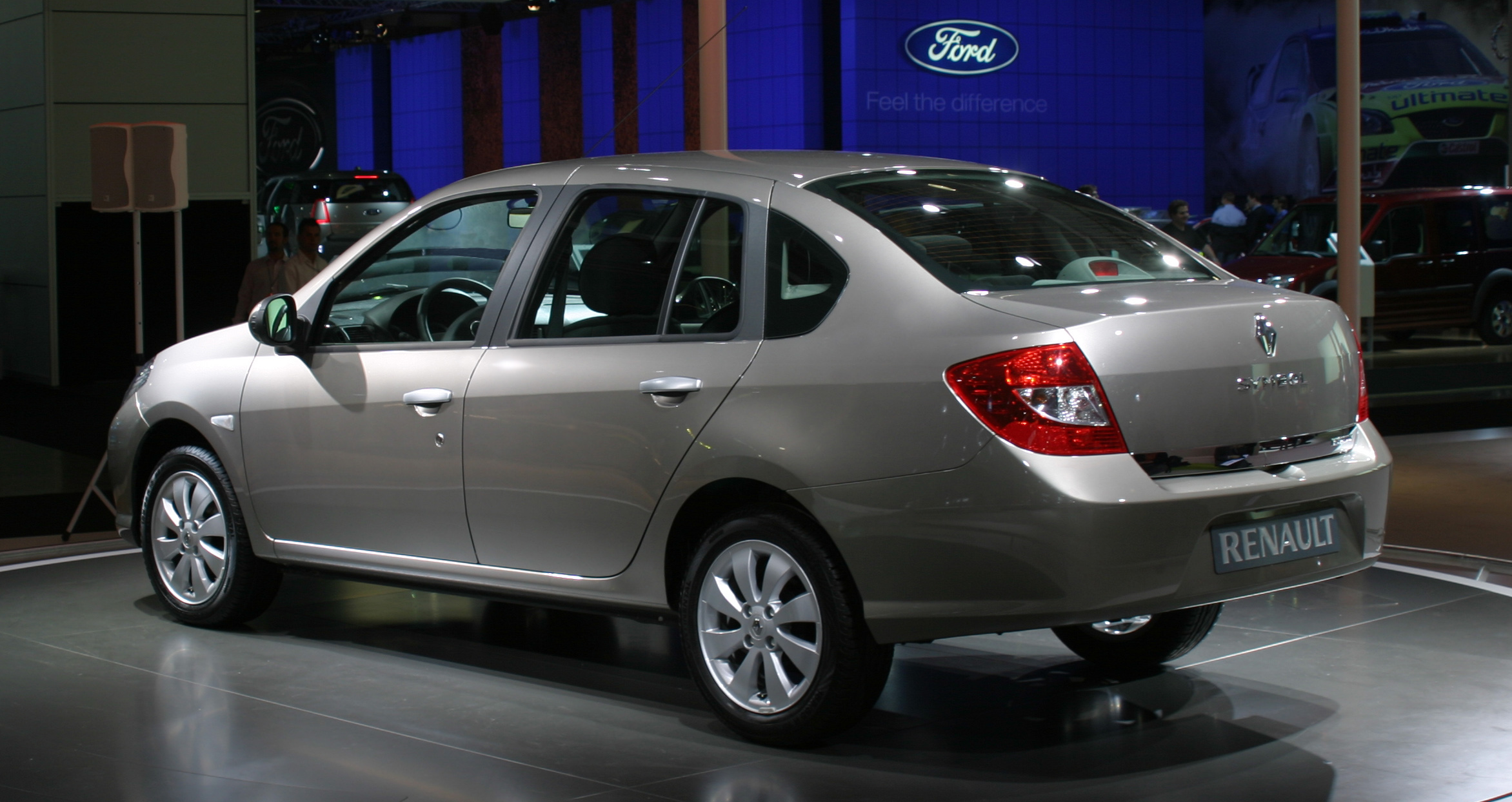

### Nissan Platina
El Nissan Platina va néixer sota el treball conjunt entre les plantes de Renault i Nissan a Mèxic. És un derivat de tres volums del Renault Clio, és un model desenvolupat sobre la base d'aquest per als països en desenvolupament en el qual usen els components mecànics i la plataforma de la carrosseria d'aquest, sense tenir components propis de la marca japonesa.
El Nissan Platina és un sedan de 4 portes, del segment B. Una de les seves característiques excel·lents és el volum del seu cajuela. Tradicionalment es va comercialitzar en quatre nivells d'equipament que són: Q, K, K plus i A. Hi ha versions amb transmissió automàtica de 4 velocitats i transmissió manual de 5 velocitats.
És un vehicle que pel seu pes i la seva potència es desembolica com un vehicle ràpid en la seva branca en comparació amb un Toyota Yaris o un Peugeot 207 Sedan. La seva acceleració de 0 a 100 km/h és de 10 s mentre que els anteriors caminen en 11.45 segons. Les versions del motor són bàsicament els models K4M de Renault de 4 cilindres el qual té una potència de 110 CV el qual podem dir que és un dels més potents en la seva categoria.
El Nissan Platina es va fabricar per Nissan Mexicana en la planta d'Aguascalientes, Mèxic. Es destaca en la seva comoditat i amplitud. Posseeix un bagul més ampli que altres cotxes de la seva categoria, i també té un excel·lent acompliment de combustible combinat 16.3km/L en transmissió manual. Aquest model va ser descontinuat durant l'any model 2011 i ha estat reemplaçat pel nou Nissan Versa, derivat del Nissan March de quarta generació, tots dos són també fabricats a la mateixa planta mexicana de Nissan.

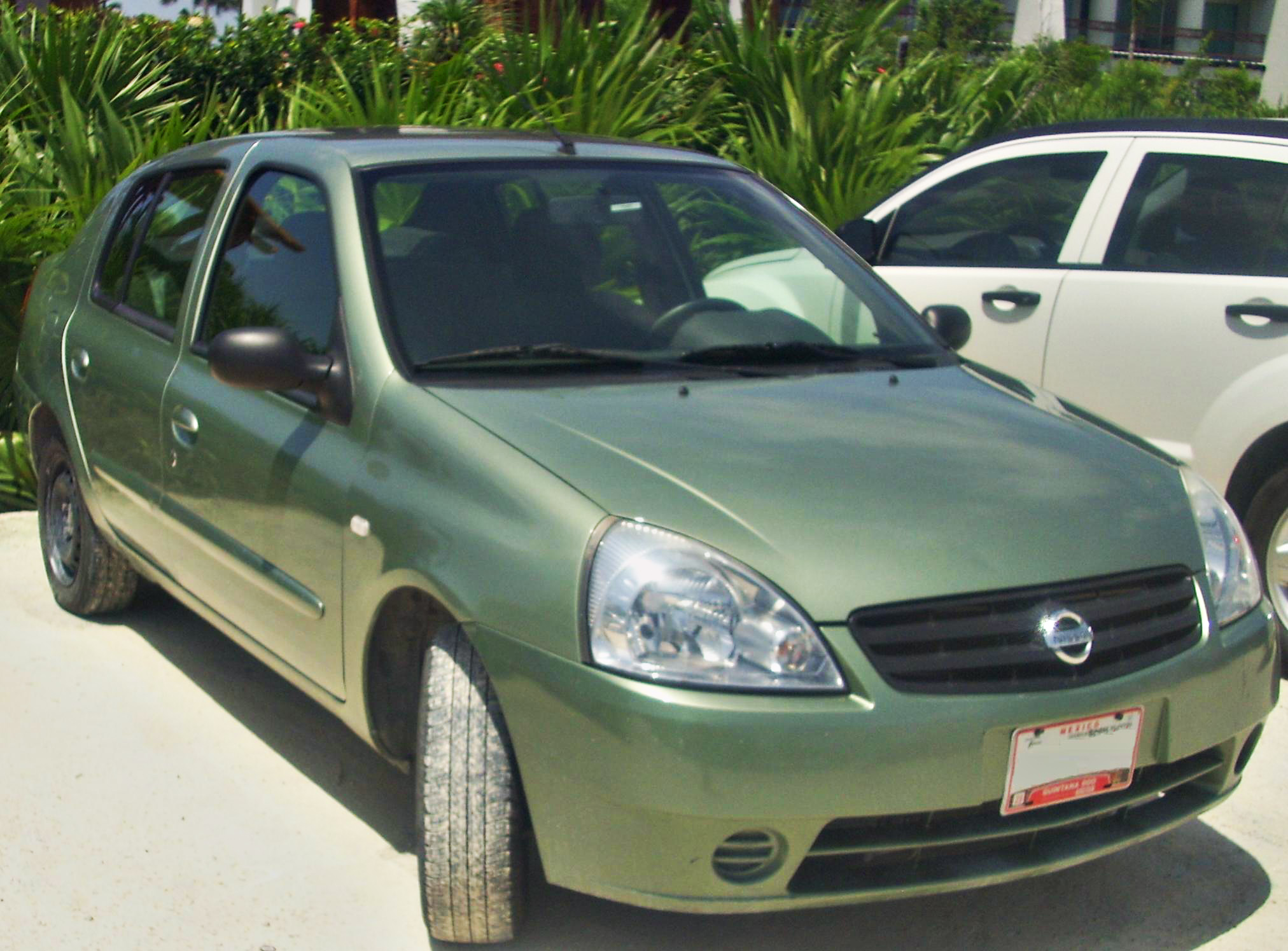
Nissan Platina
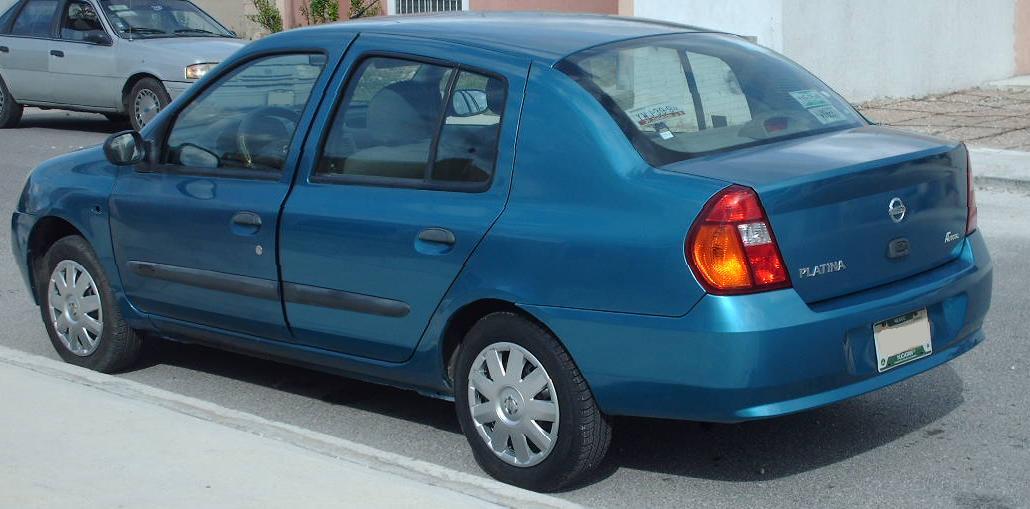
Nissan Platina 2005
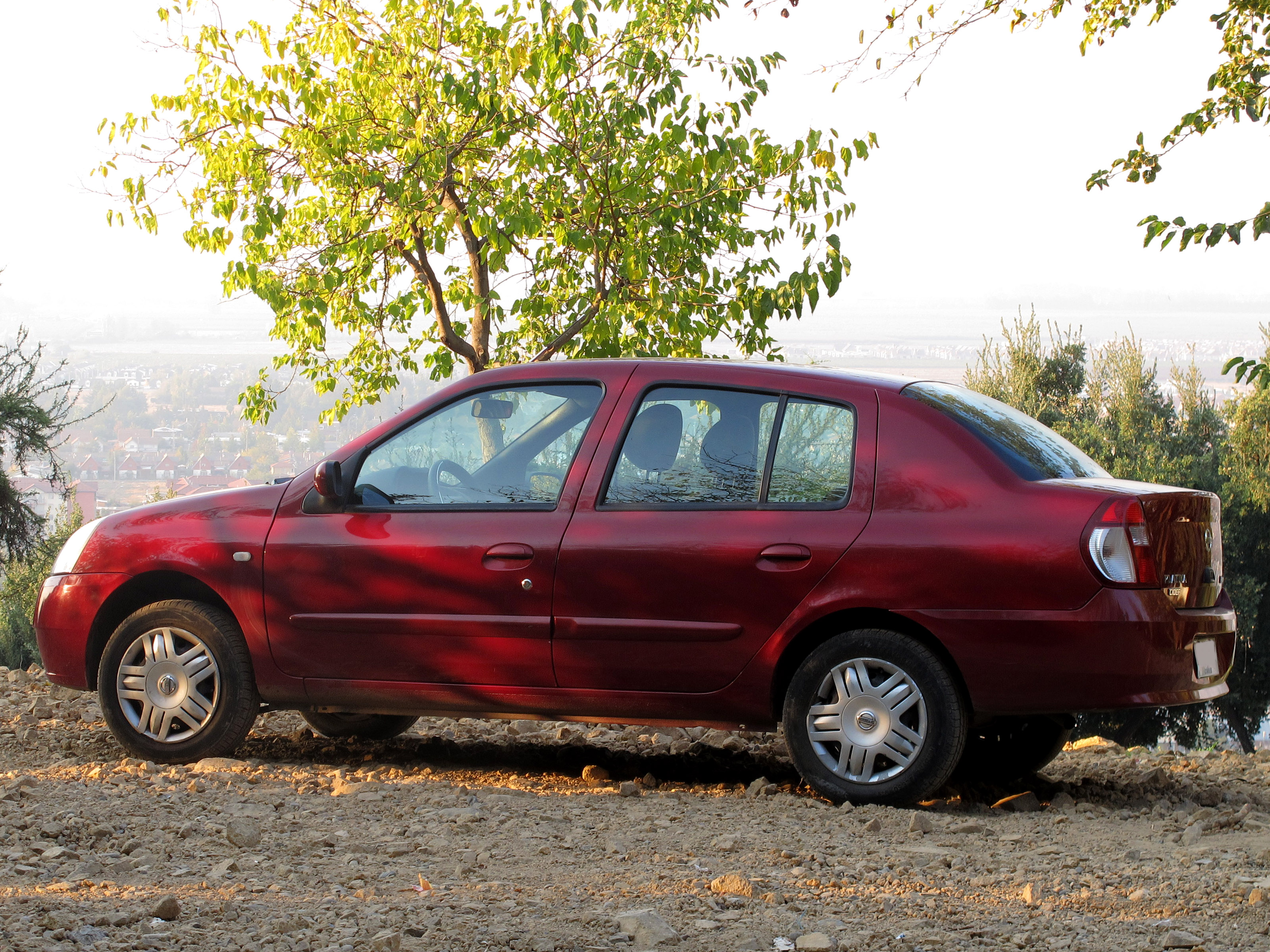
Nissan Platina 2008

### Clio Electrique
És un prototip mogut per motor elèctric, amb una aleta davantera dreta una petita porta que amaga la connexió per a recarregar el conjunt de bateries, compost per 19 bateries de níquel cadmi de 100 amperes-hora, repartides en dos cofres a cada costat del tren posterior. La seva velocitat màxima és de 90 quilòmetres per hora. El Renault Clio elèctric es denomina Renault Zoe.